# Neckarsteinach

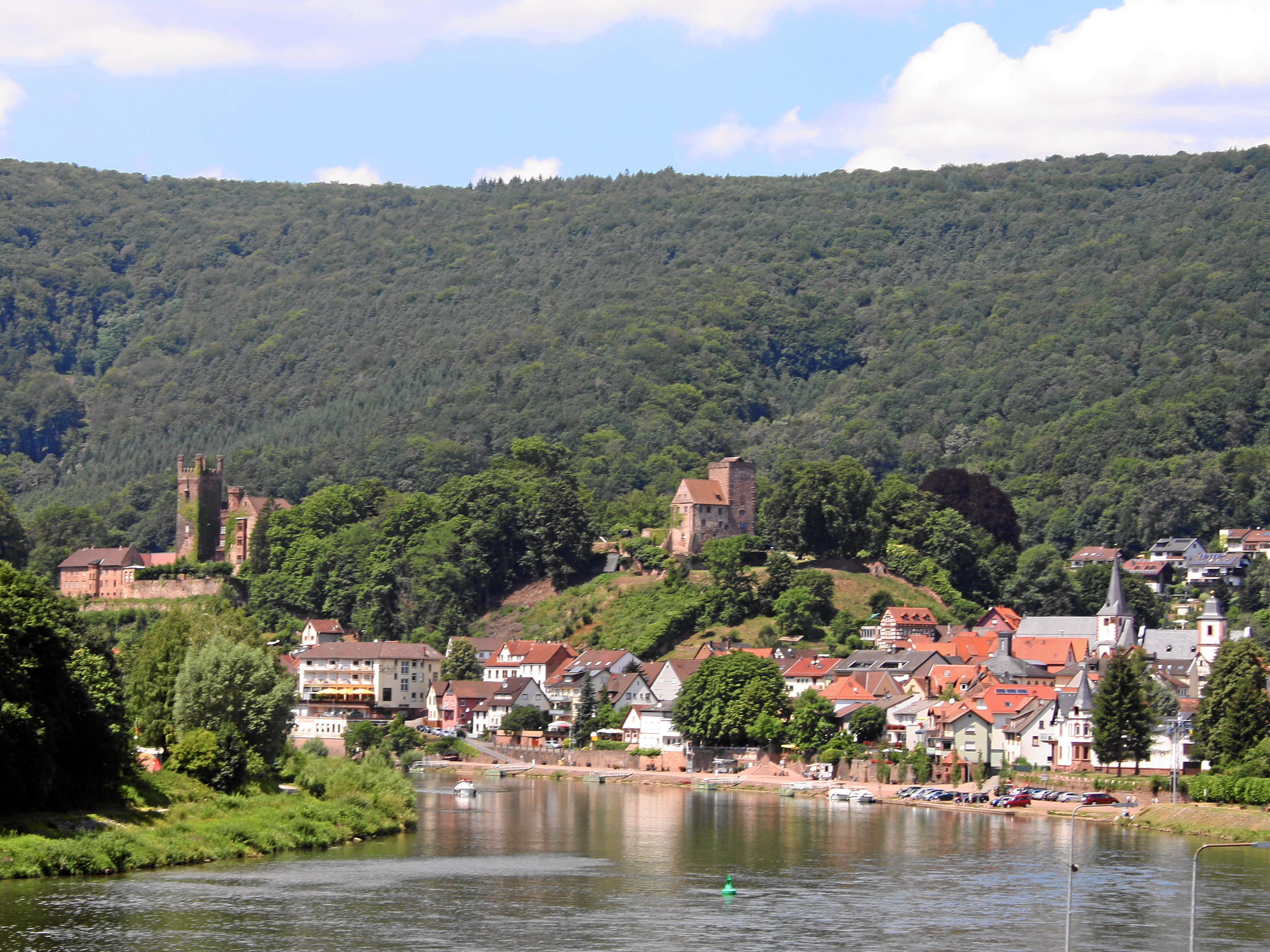
Ansicht von Neckarsteinach mit Mittelburg (links) und Vorderburg (Mitte)

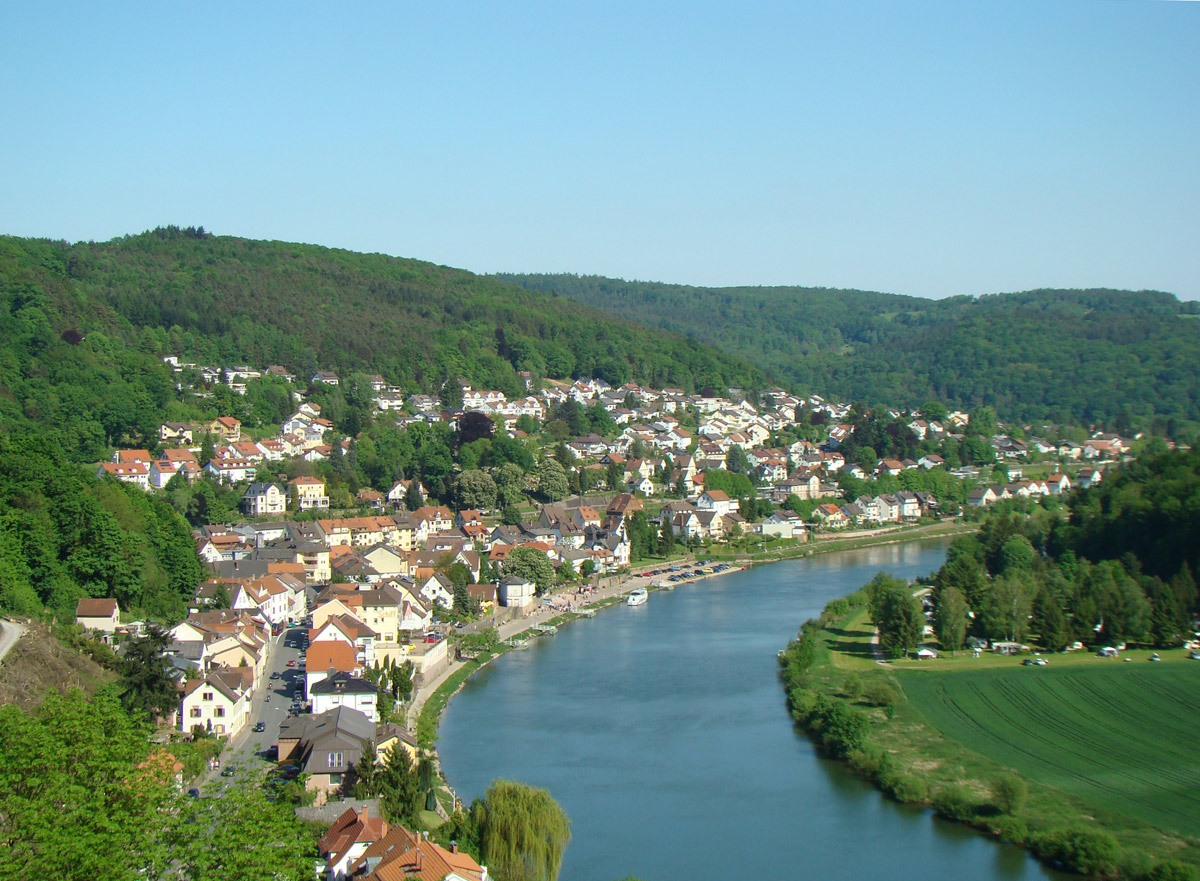
Neckarsteinach von der Hinterburg gesehen

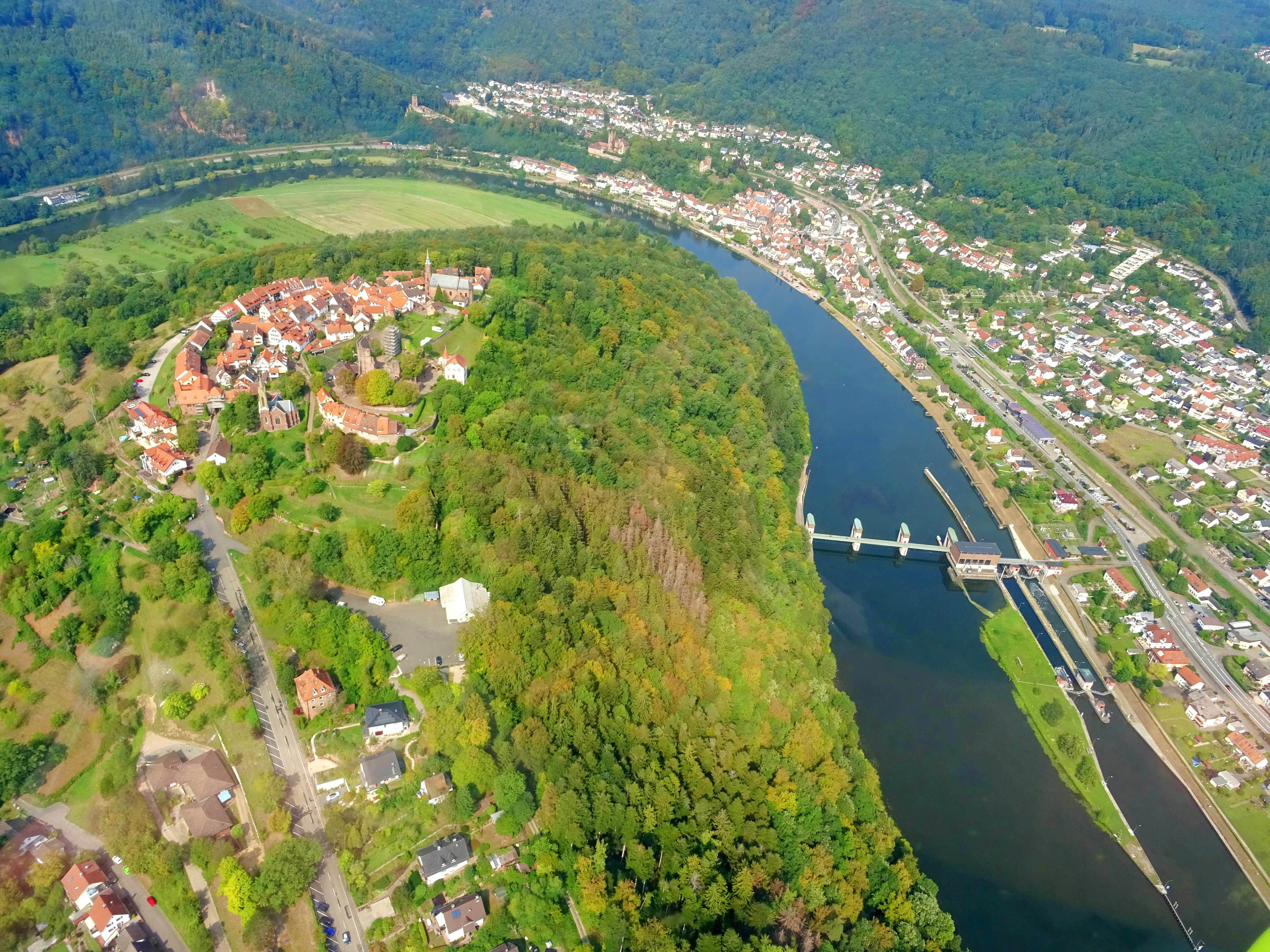
Luftaufnahme der Bergfeste Dilsberg sowie der vier Burgen von Neckarsteinach

Die Vierburgenstadt Neckarsteinach liegt am Neckar im südlichsten Teil Hessens, im Landkreis Bergstraße, 15 Kilometer östlich von Heidelberg. Der südlichste Punkt Hessens befindet sich im Stadtgebiet.

## Name und Wappen
Die Stadt hat ihren Namen davon, dass hier der Odenwaldbach Steinach in den Neckar mündet. Das Stadtwappen geht auf den Minnesänger Bligger von Steinach zurück, der eine Harfe im Wappen führte.

## Geografie

### Geographische Lage
Verkehrstechnisch wie kulturell ist Neckarsteinach durch seine Lage im Neckartal enger an den ehemals kurpfälzischen Raum in Baden um Heidelberg als an das Land Hessen angebunden. Es zählt außerdem wie die umgebenden Landkreise zu den Gemeinden des Rhein-Neckar-Dreiecks. Es liegt überwiegend auf dem Nordufer des Neckars entlang der B 37 und der Neckartalbahn und ist die südlichste Stadt Hessens und des Kreises Bergstraße, 15 km östlich von Heidelberg. Entlang der abzweigenden ehemaligen Bahnlinie nach Schönau wurde ein weiterer Siedlungskern nach Nordwesten, sozusagen hinter dem Burgberg, gebaut. Im östlichen Ortsteil liegt ein kleineres aus dem Schiffbau (Werft) entstandenes Industriegebiet südlich der B 37 auf dem Neckarschwemmland.
Der Ortskern von Neckarsteinach liegt südöstlich unterhalb der Vorderburg, mit der der Ort als Burgweiler ab dem 14. Jahrhundert von einer gemeinsamen Mauer umgeben war. Der Ort wurde im Norden und Osten von der Steinach, im Süden vom Neckar und im Westen vom Burgberg begrenzt. Die Landschaft bei Neckarsteinach wird insbesondere von dem auf der gegenüberliegenden Neckarseite liegenden Kegel der Bergfeste Dilsberg (zu Neckargemünd, Baden-Württemberg) geprägt, um den der Neckar eine großzügige Schleife bildet.
Neckarsteinachs Ortsteile Darsberg und Grein sind alte Siedlungen hangaufwärts nördlich im Odenwald; der Ortsteil Neckarhausen liegt 3 km flussaufwärts im Neckartal (nicht zu verwechseln mit dem deutlich größeren, ebenfalls am Neckar gelegenen gleichnamigen Ortsteil von Edingen-Neckarhausen westlich von Heidelberg).

### Nachbargemeinden
Neckarsteinach grenzt im Nordosten an die hessische Stadt Hirschhorn (Landkreis Bergstraße) und das hessische, gemeindefreie Gebiet Michelbuch. Anrainer im baden-württembergischen Rhein-Neckar-Kreis sind im Osten die Gemeinde Schönbrunn, im Westen die Stadt Neckargemünd, sowie im Nordwesten die Stadt Schönau.

### Stadtgliederung
Bevölkerung der Stadtteile: (Stand: 9. Mai 2011)
Neckarsteinach: 2934
Darsberg: 513
Grein: 129
Neckarhausen: 231
Gesamt: 3804

## Geschichte

### Stadtgeschichte
Die früheste menschliche Besiedlung von Neckarsteinach fand vermutlich bereits in vorgeschichtlicher Zeit statt, denn das wasser- und waldreiche Gebiet war ideal für Jäger und Fischer, die sich in der vor kalten Nord- und Ostwinden geschützten Ortslage angesiedelt haben mögen. Im 7. Jahrhundert gehörte die Gegend um Neckarsteinach zum Lobdengau und kam mit diesem an das Hochstift Worms, als dessen Lehnsmann Bligger von Steinach 1142 erstmals erwähnt wird. Worms bzw. Bligger und seine Söhne und Enkel errichteten die vier Neckarsteinacher Burgen, mit deren Geschichte die Ortsgeschichte eng verknüpft ist.
Im 14. Jahrhundert wurde der Ort durch die Landschad von Steinach mit wehrhaften Mauern umgeben, wobei durch die gemeinsame Ummauerung von Vorderburg und Stadt eine geschlossene Feste entstand. Die Stadt gehörte jeweils zur Hälfte den Besitzern der Vorderburg und der Hinterburg. 1377 wird Neckarsteinach erstmals als Stadt erwähnt und wird gleichzeitig zum Offenhaus des Pfalzgrafen Ruprecht, der sich dadurch im Falle einer Fehde gegen jeden außer gegen den Bischof von Worms als Lehnsherren der Stadt bedienen konnte. 1381 wurde das erste Rathaus errichtet, in der ersten Hälfte des 15. Jahrhunderts erhielt Neckarsteinach eine Stadtordnung, die in den Folgejahren verändert und ergänzt wurde. Die älteste erhaltene Stadtordnung datiert von 1537.
Da Hans III. Landschad von Steinach sich bereits 1522 zur lutherischen Lehre bekannte, wurde die Reformation in Neckarsteinach schon früh vollzogen: 1526 wurde der lutherische Prediger Jakob Otter an den Ort berufen.
Im Dreißigjährigen Krieg wurde die Stadt stark in Mitleidenschaft gezogen. Die Katholische Liga unter Tilly nahm nach der Eroberung Ladenburgs im Herbst 1621 auch Neckarsteinach ein, von wo aus im April 1622 die gegenüberliegende Bergfeste Dilsberg belagert wurde. Nachdem sich die katholischen Truppen kurzzeitig nach Sinsheim zurückzogen, kehrten sie jedoch nach der Schlacht bei Wimpfen zurück und quartierten sich in der Stadt ein, wo es zum Ausbruch der Pest kam. 1631 wurden die bayerischen Besatzungstruppen durch schwedische Truppen vertrieben, bevor 1634 kaiserliche Truppen in der Stadt lagen. Zu dieser Zeit gab es auch eine erneute Pestwelle.
Nachdem die Landschad von Steinach 1653 ausgestorben waren, wurden von den Bistümern Worms und Speyer zunächst Lehnsverwalter eingesetzt, von denen der speyerische auf der Hinterburg wohnte. 1657 wurden die bischöflichen Lehen an Wolf Heinrich Metternich von Burscheid, einen Verwandten des Mainzer Erzbischofs, vergeben, der auch die Allodialgüter aus dem Erbe der Landschad erwarb. Metternich war altgläubig und förderte die Ansiedlung weiterer Katholiken. Die Neckarsteinacher Kirche wurde dadurch von 1662 bis 1908 als Simultankirche für bis zu drei Konfessionen genutzt. Im Pfälzischen Erbfolgekrieg durchzogen französische, sächsische, kurbrandenburgische und bayrische Truppen das Neckartal, die einzuquartieren waren und denen es Kontributionen zu zahlen galt.
Nach 1685 ließen sich viele „Welsche“, reformierte und wegen ihres Glaubens aus Frankreich vertriebene Hugenotten, in Neckarsteinach nieder. Diese waren Tuchmacher und Gerber, wodurch die Stadt nach den Verlusten der vorangegangenen Kriege wieder einen gewissen wirtschaftlichen Aufschwung erfuhr.
In der ersten Hälfte des 18. Jahrhunderts war Neckarsteinach Quartier und Lazarettstadt für die im Spanischen Erbfolgekrieg (1701–1714), Polnischen Erbfolgekrieg (1733–1738) und Österreichischen Erbfolgekrieg (1740–1748) beteiligten Truppen.
1699 war der Besitz über Neckarsteinach als Kunkellehen an Caspar Hugo von Metternich zu Müllenark übergegangen. Dessen Erben verpfändeten 1738 den Besitz an Neckarsteinach an die freiherrlich von Hundheimschen Erben, die 1744 ebenfalls als Ortsherrschaft eingesetzt wurden, da die Metternich ihren Pfand nicht mehr einlösen konnten. Beide Ortsherrschaften setzten jeweils einen eigenen Schultheiß ein und sowohl zwischen den Ortsherren als auch unter der Bürgerschaft kam es zu erbitterten Auseinandersetzungen um die Zugehörigkeitsverhältnisse. Erst Hugo Franz Wolfgang Metternich gelang es um 1750, den Ort wieder zu befrieden und die Herrschaft auf sich zu vereinen, doch starb er bereits 1754, wonach die Kurpfalz und das Bistum Worms Besitzansprüche auf Neckarsteinach stellten und diese handgreiflich durchzusetzen versuchten. Der Ort kam zunächst zur Kurpfalz, doch bereits 1763 fiel der Ort durch kaiserliches Mandat an die Hochstifte Worms und Speyer sowie an Kurmainz und letztlich 1803 im Zuge der Mediatisierung und Säkularisation an die Landgrafschaft Hessen aus der das Großherzogtum Hessen und letztlich das Land Hessen hervorgingen.
Die Statistisch-topographisch-historische Beschreibung des Großherzogthums Hessen berichtet 1829 über Neckarsteinach:

„Neckarsteinach (L. Bez. Hirschhorn) Stadt; liegt am Neckar 1 3⁄4 St. unter Hirschhorn. Die Stadt ist mit einer Ringmauer umgeben, und hat 143 Häuser und 1271 Einw.; worunter 909 Evangel protest., 315 Kath. und 47 Juden sind. Man findet hier 1 Kirche, 1 Rathhaus, 2 bewohnte und 2 unbewohnte Burgen, 1 Grenznebenzollamt II. Classe, eine Wasserzollerhebung und 1 Tabaksfabrik. Unter den Handwerkern sind viele Rothgerber, von welchen einige ihr Gewerbe fabrikmäßig betreiben und namentlich ein sehr gutes Sohlleder fabriciren. Die Einwohner nähren sich stark von Schifffahrt, Schiffbau, Fischerei, Holzhandel und Steinbrechen. Auch werden jährlich 3 Märkte gehalten. Die Kirche ist zum Theil aus dem 15. Jahrhundert zum Theil jünger. Sie enthält schöne Glasgemälde, ein schönes Monument, und Grabsteine der Landschaden von Steinach, namentlich aus den Jahren 1369 und 1377. Die übrigen gehören einer späteren Zeit an. Hans Landschaden der auch hier begraben liegt, nahm zufolge der Inschrift die lutherische Religion an. Die Landschaden von Steinach, ein weitberühmtes Geschlecht, hatten hier ihren Sitz; aber noch unentschieden ist es, ob der Ort ihm, oder es dem Ort den Namen gegeben hat. Es kam im 12. Jahrhundert aus Meissen, theilte sich in mehrere Linien, von denen die 4 Burgen erbaut wurden, und erlosch 1653 mit Friedrich Landschad von Steinach mit Hinterlassung einer Tochter. Das mit diesem Geschlechte verwandte Haus Metternich ward der Erbe ihrer unmittelbaren Güter. Unter den Landschaden, die später diese Gegend von Worms und Mainz zu Lehen trugen, erhob sich der Ort, der zum Canton Odenwald gehörte, in einer unbekannten Zeit, zur Stadt. Der erste hiesige lutherische Geistliche soll von Luthern selbst der Gemeinde vorgestellt worden seyn. Die 4 Burgen, die die Gegend so malerisch machen, liegen auf dem schroffen Abhange eines hohen waldigen Bergrückens. Sie sind 1) Schadeck am entferntesten von Neckarsteinach, vom Volke das Raubschloß oder das Schwalbennest genannt; sie ist die kleinste und liegt höher als die übrigen, über dem schwindelnd steilen Absturze eines Steinbruchs, hat zwei hohe runde Thürme, Brustmauern und anderes Gemäuer, und ist unbewohnt. 2) die Hinterburg, rechts von der vorigen gelegen; eine malerische Ruine, mit doppelten Ringmauern, einem hohen viereckigen Thurm und einem verschütteten Brunnen; von dieser Burg genießt man die schönste Aussicht. 3) die Mittelburg; sie ist neuer, geräumiger, wird noch bewohnt, hat einen großen viereckigen Thurm und ist von Oeconomiegebäuden umgeben. Am Eingange in den Hof befindet sich das Metternichsche Wappen. 4) die Vorderburg; liegt neben der dritten, hat wenige Gewölbe, mehrere mit Epheu bewachsene Mauerüberreste und einen viereckigen hohen Thurm. Am Thor sieht man das Wappen des Erbauers und seiner Gemahlin und die Jahreszahl 1568. Im Jahr 1802 kam Neckarsteinach von Mainz an Hessen.“

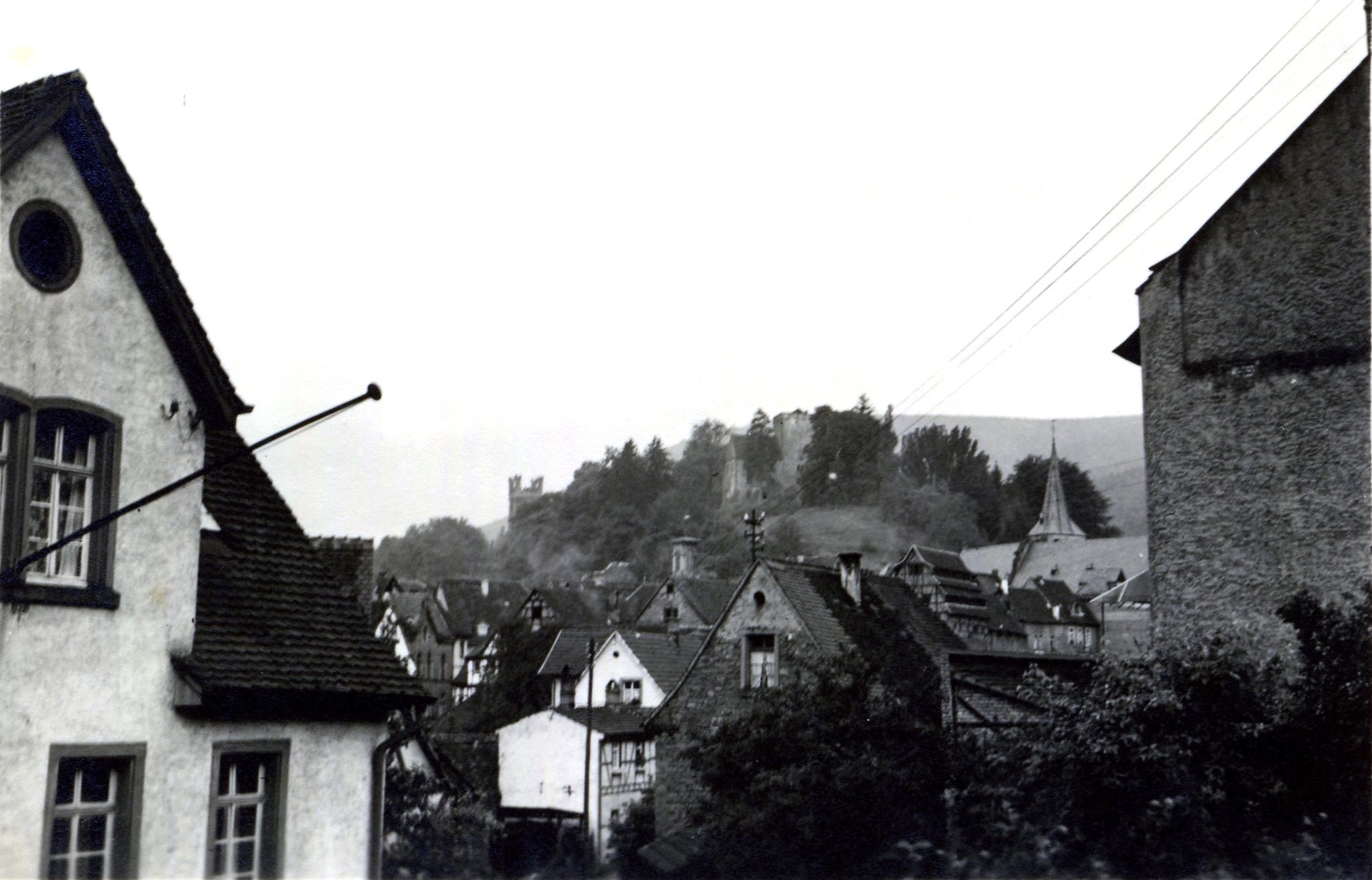
Neckarsteinach, 1939

Im 19. Jahrhundert begaben sich die Studenten der Universität Heidelberg wiederholt nach Neckarsteinach zum Fechten im Rahmen der Mensur, wenn diese im Großherzogtum Baden verboten worden war. 1842/43 wurde die Staatsstraße von Eberbach nach Heidelberg erbaut, wofür die Stadtmauer durchbrochen werden musste. 1878 wurde auf dem Neckar die Ketten-Schleppschifffahrt aufgenommen, 1879 wurde Neckarsteinach auch durch die Neckartalbahn erschlossen.
Im November 2014 gab Bürgermeister Herold Pfeifer bekannt, dass die Gemeinde einen Wechsel von Landkreis und Bundesland anstrebe und zukünftig zu Baden-Württemberg gehören möchte. Der Hauptgrund für den gewünschten Wechsel „sei die schlechte finanzielle Ausstattung der Kommunen in Hessen, die auch durch den neuen kommunalen Finanzausgleich bedingt sei“.
Im Juni 2015 wurde am Bürgerhaus „Zum Schwanen“ eine Gedenktafel mit den Namen von sechs „Euthanasie“-Opfern angebracht, die dem Naziregime zum Opfer gefallen waren.

### Eingemeindungen
Im Zuge der Gebietsreform in Hessen wurden am 1. Oktober 1971 die bis dahin selbstständigen Gemeinden Darsberg, Grein und Neckarhausen auf freiwilliger Basis nach Neckarsteinach eingemeindet. Für die Gebiete der eingegliederten Gemeinden wurden Ortsbezirke mit Ortsbeirat und Ortsvorsteher nach der Hessischen Gemeindeordnung errichtet.

### Verwaltungsgeschichte im Überblick
Die folgende Liste zeigt die Staaten und Verwaltungseinheiten, denen Neckarsteinach angehört(e):
- vor 1803: Heiliges Römisches Reich, Hochstift Worms, Amt Neckar-Steinach und Hochstift Speyer: Amt Grombach je zur Hälfte
- ab 1803: Heiliges Römisches Reich, Landgrafschaft Hessen-Darmstadt,[Anm. 2] Fürstentum Starkenburg, Amt Neckar-Steinach
- ab 1806: Großherzogtum Hessen,[Anm. 3] Fürstentum Starkenburg, Amt Neckar-Steinach[15]
- ab 1815: Großherzogtum Hessen[Anm. 4], Provinz Starkenburg, Amt Neckar-Steinach
- ab 1821: Großherzogtum Hessen, Provinz Starkenburg, Landratsbezirk Hirschhorn[Anm. 5]
- ab 1832: Großherzogtum Hessen, Provinz Starkenburg, Kreis Bensheim
- ab 1840: Großherzogtum Hessen, Provinz Starkenburg, Kreis Heppenheim
- ab 1848: Großherzogtum Hessen, Regierungsbezirk Heppenheim
- ab 1852: Großherzogtum Hessen, Provinz Starkenburg, Kreis Lindenfels
- ab 1865: Großherzogtum Hessen, Provinz Starkenburg, Kreis Heppenheim
- ab 1871: Deutsches Reich,[Anm. 6] Großherzogtum Hessen, Provinz Starkenburg, Kreis Heppenheim
- ab 1918: Deutsches Reich, Volksstaat Hessen,[Anm. 7] Provinz Starkenburg, Kreis Heppenheim
- ab 1938: Deutsches Reich, Volksstaat Hessen, Landkreis Bergstraße[16][Anm. 8]
- ab 1945: Amerikanische Besatzungszone,[Anm. 9] Groß-Hessen, Regierungsbezirk Darmstadt, Landkreis Bergstraße
- ab 1946: Amerikanische Besatzungszone, Hessen, Regierungsbezirk Darmstadt, Landkreis Bergstraße
- ab 1949: Bundesrepublik Deutschland, Hessen, Regierungsbezirk Darmstadt, Landkreis Bergstraße

## Bevölkerung

### Einwohnerstruktur 2011
Nach den Erhebungen des Zensus 2011 lebten am Stichtag, dem 9. Mai 2011, in Neckarsteinach 3804 Einwohner. Darunter waren 310 (8,15 %) Ausländer, von denen 118 aus dem EU-Ausland, 134 aus anderen europäischen Ländern und 58 aus anderen Staaten kamen. (Bis zum Jahr 2020 erhöhte sich die Ausländerquote auf 13,6 %.) Nach dem Lebensalter waren 584 Einwohner unter 18 Jahren, 1511 zwischen 18 und 49, 848 zwischen 50 und 64 und 859 Einwohner waren älter. Die Einwohner lebten in 1786 Haushalten. Davon waren 650 Singlehaushalte, 543 Paare ohne Kinder und 464 Paare mit Kindern, sowie 94 Alleinerziehende und 35 Wohngemeinschaften. In 434 Haushalten lebten ausschließlich Senioren und in 1160 Haushaltungen lebten keine Senioren.

### Einwohnerentwicklung
| • 1806: | 1044 Einwohner, 143 Häuser |
| • 1829: | 1271 Einwohner, 143 Häuser |
| • 1867: | 1366 Einwohner, 158 Häuser |

| Neckarsteinach: Einwohnerzahlen von 1806 bis 2015 | Neckarsteinach: Einwohnerzahlen von 1806 bis 2015 | Neckarsteinach: Einwohnerzahlen von 1806 bis 2015 | Neckarsteinach: Einwohnerzahlen von 1806 bis 2015 | Neckarsteinach: Einwohnerzahlen von 1806 bis 2015 |
| --- | ------------------------------------------------- | ------------------------------------------------- | ------------------------------------------------- | ------------------------------------------------- |
| Jahr |                                                   |                                                   |                                                   | Einwohner                                         |
| 1806 | 1806                                              |                                                   | 1.044                                             | 1.044                                             |
| 1829 | 1829                                              |                                                   | 1.271                                             | 1.271                                             |
| 1834 | 1834                                              |                                                   | 1.356                                             | 1.356                                             |
| 1840 | 1840                                              |                                                   | 1.556                                             | 1.556                                             |
| 1846 | 1846                                              |                                                   | 1.645                                             | 1.645                                             |
| 1852 | 1852                                              |                                                   | 1.450                                             | 1.450                                             |
| 1858 | 1858                                              |                                                   | 1.423                                             | 1.423                                             |
| 1864 | 1864                                              |                                                   | 1.422                                             | 1.422                                             |
| 1871 | 1871                                              |                                                   | 1.379                                             | 1.379                                             |
| 1875 | 1875                                              |                                                   | 1.391                                             | 1.391                                             |
| 1885 | 1885                                              |                                                   | 1.431                                             | 1.431                                             |
| 1895 | 1895                                              |                                                   | 1.420                                             | 1.420                                             |
| 1905 | 1905                                              |                                                   | 1.555                                             | 1.555                                             |
| 1910 | 1910                                              |                                                   | 1.707                                             | 1.707                                             |
| 1925 | 1925                                              |                                                   | 1.787                                             | 1.787                                             |
| 1939 | 1939                                              |                                                   | 1.856                                             | 1.856                                             |
| 1946 | 1946                                              |                                                   | 2.618                                             | 2.618                                             |
| 1950 | 1950                                              |                                                   | 2.786                                             | 2.786                                             |
| 1956 | 1956                                              |                                                   | 2.693                                             | 2.693                                             |
| 1961 | 1961                                              |                                                   | 2.811                                             | 2.811                                             |
| 1967 | 1967                                              |                                                   | 2.956                                             | 2.956                                             |
| 1970 | 1970                                              |                                                   | 3.025                                             | 3.025                                             |
| 1972 | 1972                                              |                                                   | 3.807                                             | 3.807                                             |
| 1975 | 1975                                              |                                                   | 3.834                                             | 3.834                                             |
| 1980 | 1980                                              |                                                   | 3.849                                             | 3.849                                             |
| 1985 | 1985                                              |                                                   | 3.719                                             | 3.719                                             |
| 1990 | 1990                                              |                                                   | 3.807                                             | 3.807                                             |
| 1995 | 1995                                              |                                                   | 4.016                                             | 4.016                                             |
| 2000 | 2000                                              |                                                   | 3.887                                             | 3.887                                             |
| 2005 | 2005                                              |                                                   | 3.898                                             | 3.898                                             |
| 2010 | 2010                                              |                                                   | 3.752                                             | 3.752                                             |
| 2011 | 2011                                              |                                                   | 3.804                                             | 3.804                                             |
| 2015 | 2015                                              |                                                   | 3.889                                             | 3.889                                             |
| Datenquelle: Historisches Gemeindeverzeichnis für Hessen: Die Bevölkerung der Gemeinden 1834 bis 1967. Wiesbaden: Hessisches Statistisches Landesamt, 1968. Weitere Quellen: ; 1972:; Hessisches Statistisches Informationssystem; Zensus 2011 Ab 1972 einschließlich der im Zuge der Gebietsreform in Hessen eingegliederten Orte. |                                                   |                                                   |                                                   |                                                   |

### Erwerbstätigkeit
Die Gemeinde im Vergleich mit Landkreis, Regierungsbezirk Darmstadt und Hessen:
|                                                   | Jahr | Gemeinde | Landkreis | Regierungsbezirk | Hessen    |
| ------------------------------------------------- | ---- | -------- | --------- | ---------------- | --------- |
| Sozialversicherungspflichtig Beschäftigte         | 2017 | 853      | 72.939    | 1.695.567        | 2.524.156 |
| Veränderung zu                                    | 2000 | +4,0 %   | +17,1 %   | +16,1 %          | +16,0 %   |
| davon Vollzeit                                    | 2017 | 79,8 %   | 70,8 %    | 72,8 %           | 71,8 %    |
| davon Teilzeit                                    | 2017 | 20,2 %   | 29,2 %    | 27,2 %           | 28,2 %    |
| Ausschließlich geringfügig entlohnte Beschäftigte | 2017 | 149      | 15.613    | 224.267          | 372.991   |
| Veränderung zu                                    | 2000 | −15,3 %  | −4,3 %    | +9,0 %           | +8,8 %    |

| Branche                         | Jahr | Gemeinde | Landkreis | Regierungsbezirk | Hessen |
| ------------------------------- | ---- | -------- | --------- | ---------------- | ------ |
| Produzierendes Gewerbe          | 2000 | 47,4 %   | 39,6 %    | 27,0 %           | 30,6 % |
|                                 | 2017 | 54,9 %   | 32,1 %    | 20,4 %           | 24,3 % |
| Handel, Gastgewerbe und Verkehr | 2000 | 32,6 %   | 25,1 %    | 26,4 %           | 25,1 % |
|                                 | 2017 | 25,7 %   | 25,8 %    | 24,7 %           | 23,8 % |
| Unternehmensdienstleistungen    | 2000 | 06,6 %   | 11,6 %    | 25,1 %           | 20,2 % |
|                                 | 2017 | *) %     | 15,5 %    | 31,6 %           | 26,1 % |
| Sonstige Dienstleistungen       | 2000 | 10,4 %   | 22,0 %    | 20,1 %           | 22,5 % |
|                                 | 2017 | 10,4 %   | 25,3 %    | 23,0 %           | 25,4 % |
| Sonstiges (bzw. ohne Zuordnung) | 2000 | 03,0 %   | 01,7 %    | 01,4 %           | 01,5 % |
|                                 | 2017 | 09,0 %   | 01,1 %    | 00,3 %           | 00,4 % |

*) anonymisiert

### Religion
Neckarsteinach ist seit der Reformation überwiegend evangelisch geprägt, aufgrund der Rekatholisierungsbestrebungen nach Ende des Dreißigjährigen Krieges gibt es aber auch eine traditionsreiche katholische Gemeinde.
Die Jüdische Gemeinde Neckarsteinach ist seit 1429 belegt und profitierte vor allem von der handelsgünstigen Lage am Neckar und durch die bis zu fünf Jahrmärkte in der Stadt. Ihr Begräbnis hatten die Neckarsteinacher Juden auf dem jüdischen Friedhof in Hirschhorn. 1806 wurde an der Hirschgasse eine erste Synagoge errichtet, 1842 am Stadtgarten eine Mikwe. Die 1886 erneuerte Synagoge entging während der Novemberpogrome 1938 zwar der Brandstiftung, wurde aber verwüstet. Die jüdische Gemeinde erlosch mit dem Wegzug der letzten Juden im Zuge der nationalsozialistischen Judenverfolgung im Jahr 1939. Von den in Neckarsteinach geborenen oder längere Zeit hier lebenden Personen kamen 15 durch die Vollstrecker der NS-Gewaltherrschaft ums Leben.
Konfessionsstatistik
| • 1829: | 906 evangelische (= 71,52 %), 47 jüdische (= 3,80 %) und 315 katholische (= 24,78 %) Einwohner    |
| • 1961: | 1866 evangelische (= 66,38 %), 893 katholische (= 31,77 %) Einwohner                              |
| • 1987: | 2205 evangelische (= 58,3 %), 1187 katholische (= 31,4 %), 389 sonstige (= 10,3 %) Einwohner      |
| • 2011: | 1671 evangelische (= 43,9 %), 1 013 katholische (= 26,6 %) und 1121 sonstige (= 29,5 %) Einwohner |

## Politik

### Stadtverordnetenversammlung

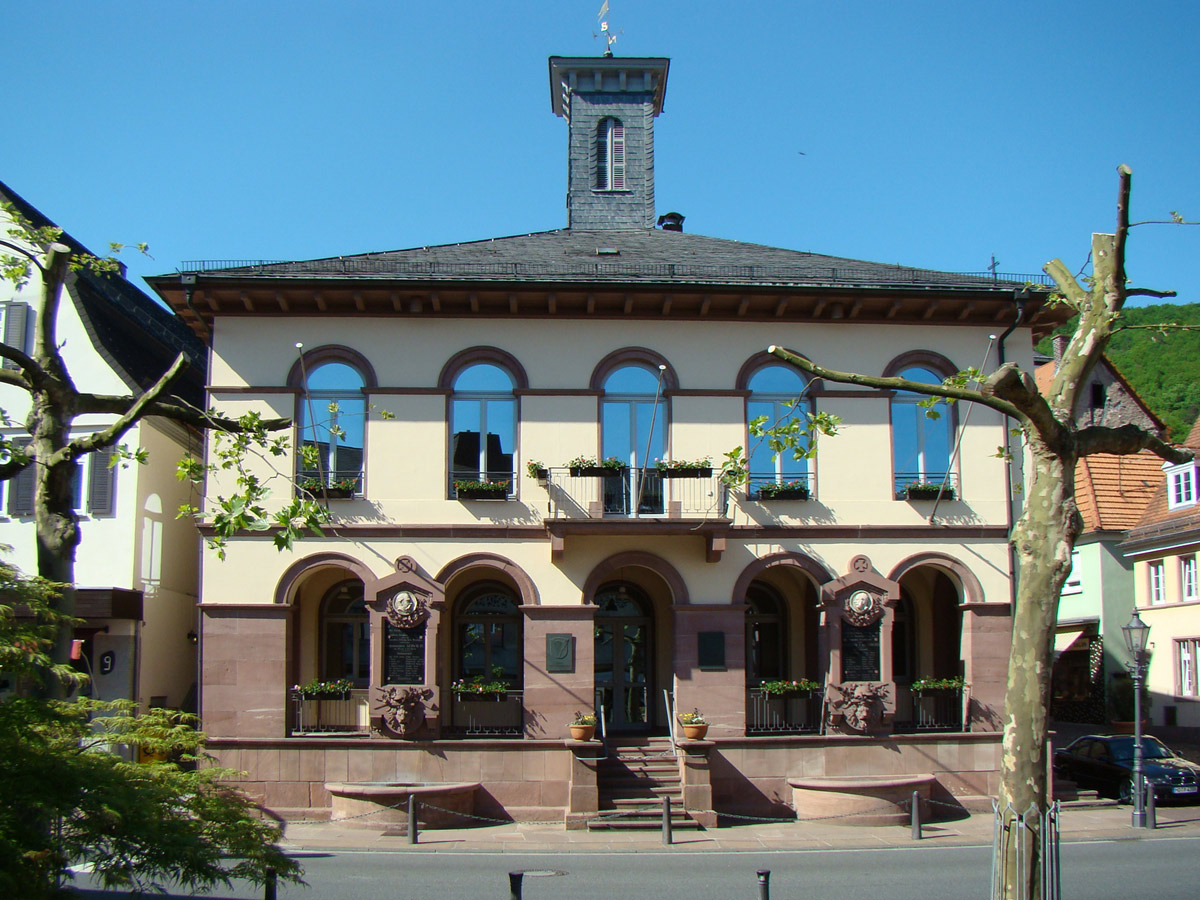
Rathaus von Neckarsteinach

Die Kommunalwahl am 14. März 2021 lieferte folgendes Ergebnis, in Vergleich gesetzt zu früheren Kommunalwahlen:
| Sitzverteilung in der Stadtverordnetenversammlung 2021Insgesamt 19 Sitze - SPD: 5 - Grüne: 3 - CDU: 4 - FW: 7 | Parteien und Wählergemeinschaften | % 2021 | Sitze 2021 | % 2016 | Sitze 2016 | % 2011 | Sitze 2011 | % 2006 | Sitze 2006 | % 2001 | Sitze 2001 |
| Sitzverteilung in der Stadtverordnetenversammlung 2021Insgesamt 19 Sitze - SPD: 5 - Grüne: 3 - CDU: 4 - FW: 7 | SPD                               | 26,7   | 5          | 30,1   | 6          | 35,1   | 7          | 42,8   | 8          | 46,4   | 11         |
| Sitzverteilung in der Stadtverordnetenversammlung 2021Insgesamt 19 Sitze - SPD: 5 - Grüne: 3 - CDU: 4 - FW: 7 | FWG                               | 34,7   | 7          | 30,3   | 6          | 23,0   | 4          | 31,4   | 6          | 22,4   | 5          |
| Sitzverteilung in der Stadtverordnetenversammlung 2021Insgesamt 19 Sitze - SPD: 5 - Grüne: 3 - CDU: 4 - FW: 7 | CDU                               | 23,7   | 4          | 26,1   | 5          | 22,5   | 4          | 25,8   | 5          | 31,2   | 7          |
| Sitzverteilung in der Stadtverordnetenversammlung 2021Insgesamt 19 Sitze - SPD: 5 - Grüne: 3 - CDU: 4 - FW: 7 | GRÜNE                             | 15,0   | 3          | 13,5   | 2          | 19,4   | 4          | —      | —          | —      | —          |
| Sitzverteilung in der Stadtverordnetenversammlung 2021Insgesamt 19 Sitze - SPD: 5 - Grüne: 3 - CDU: 4 - FW: 7 | gesamt                            | 100,0  | 19         | 100,0  | 19         | 100,0  | 19         | 100,0  | 19         | 100,0  | 23         |
| Sitzverteilung in der Stadtverordnetenversammlung 2021Insgesamt 19 Sitze - SPD: 5 - Grüne: 3 - CDU: 4 - FW: 7 | Wahlbeteiligung in %              | 55,6   | 55,6       | 50,3   | 50,3       | 56,2   | 56,2       | 55,4   | 55,4       | 57,9   | 57,9       |

### Bürgermeister
Nach der hessischen Kommunalverfassung wird der Bürgermeister für eine sechsjährige Amtszeit gewählt, seit dem Jahr 1993 in einer Direktwahl, und ist Vorsitzender des Magistrats, dem in der Stadt Neckarsteinach neben dem Bürgermeister ehrenamtlich ein Erster Stadtrat und vier weitere Stadträte angehören. Bürgermeister ist seit dem 1. August 2024 Lutz Spitzner (SPD). Er wurde als Nachfolger von Herold Pfeifer (SPD), der nach zwei Amtszeiten nicht wieder kandidiert hatte, am 17. März 2024 in einer Stichwahl bei 59,07 Prozent Wahlbeteiligung mit 50,63 Prozent der Stimmen (23 Stimmen Vorsprung) gewählt.
Amtszeiten der Bürgermeister
- 2024–2030 Lutz Spitzner (SPD)[34]
- 2012–2024 Herold Pfeifer (SPD)[35]
- 2000–2012 Eberhard Petri
- 1994–2000 Volker Klump (FWG)[38]
- 1992–1994 Dieter Mörlein[39]
- 1990–1992 Rüdiger Völker
- 1974–1990 Josef Kollerer (CDU)

### Ortsbezirke
Folgende Ortsbezirke mit Ortsbeirat und Ortsvorsteher nach der Hessischen Gemeindeordnung gibt es im Gemeindegebiet:
- Ortsbezirk Darsberg (Gebiete der ehemaligen Gemeinde Darsberg). Der Ortsbeirat besteht aus sieben Mitgliedern.
- Ortsbezirk Neckarhausen (Gebiete der ehemaligen Gemeinde Neckarhausen). Der Ortsbeirat besteht aus fünf Mitgliedern.
- Ortsbezirk Grein (Gebiete der ehemaligen Gemeinde Grein). Der Ortsbeirat besteht aus fünf Mitgliedern.

### Städtepartnerschaften
Mit Pargny-sur-Saulx in Frankreich und Grein an der Donau/Österreich werden Partnerschaften gepflegt.

## Kultur und Sehenswürdigkeiten

### Vier Burgen

Vorder-, Mittel- und Hinterburg auf einer Federzeichnung des Jahres 1668

Die bedeutendsten Sehenswürdigkeiten von Neckarsteinach sind die vier Burgen, die westlich vom Siedlungskern auf einem Bergsporn bzw. am Hang des Neckarufers liegen: Vorderburg, Mittelburg, Hinterburg und Schadeck (auch: Schwalbennest). Die Burgen wurden zwischen 1100 und 1230 von den Landschad von Steinach teils als Wormser bzw. Speyrer Lehen, teils als Allodialbesitz erbaut und befanden sich im späten Mittelalter teilweise im Besitz verschiedener anderer Herren des niederen Adels. Im 16. Jahrhundert gelangten sie wieder alle in den Besitz der Landschad, nach deren Aussterben 1653 in den Besitz einer Linie derer von Metternich, nach deren Aussterben 1753 in die Hand der Bistümer Worms und Speyer und im Zuge der Mediatisierung 1803 an das Land Hessen, das die Vorderburg an privat verkaufte und die Mittelburg sowie die Ruine der Hinterburg an die Erben der Allodialbesitzer, die Freiherren von Dorth abtrat. Die von Dorth erwarben später auch die Vorderburg, gaben jedoch die Ruine der Hinterburg an das Land zurück. Die Mittelburg, im 16. Jahrhundert zum Renaissanceschloss umgebaut und im 19. Jahrhundert gotisiert, wird heute von der Familie von Warsberg-Dorth bewohnt, die Vorderburg ist Sitz der Warsbergschen Forstverwaltung. Die Ruinen Hinterburg und Schadeck sind frei zugänglich und können besichtigt werden. Insbesondere von der Schadeck und vom Ort aus bietet sich der Blick über die Neckarschleife zur gegenüberliegenden Bergfeste Dilsberg an.

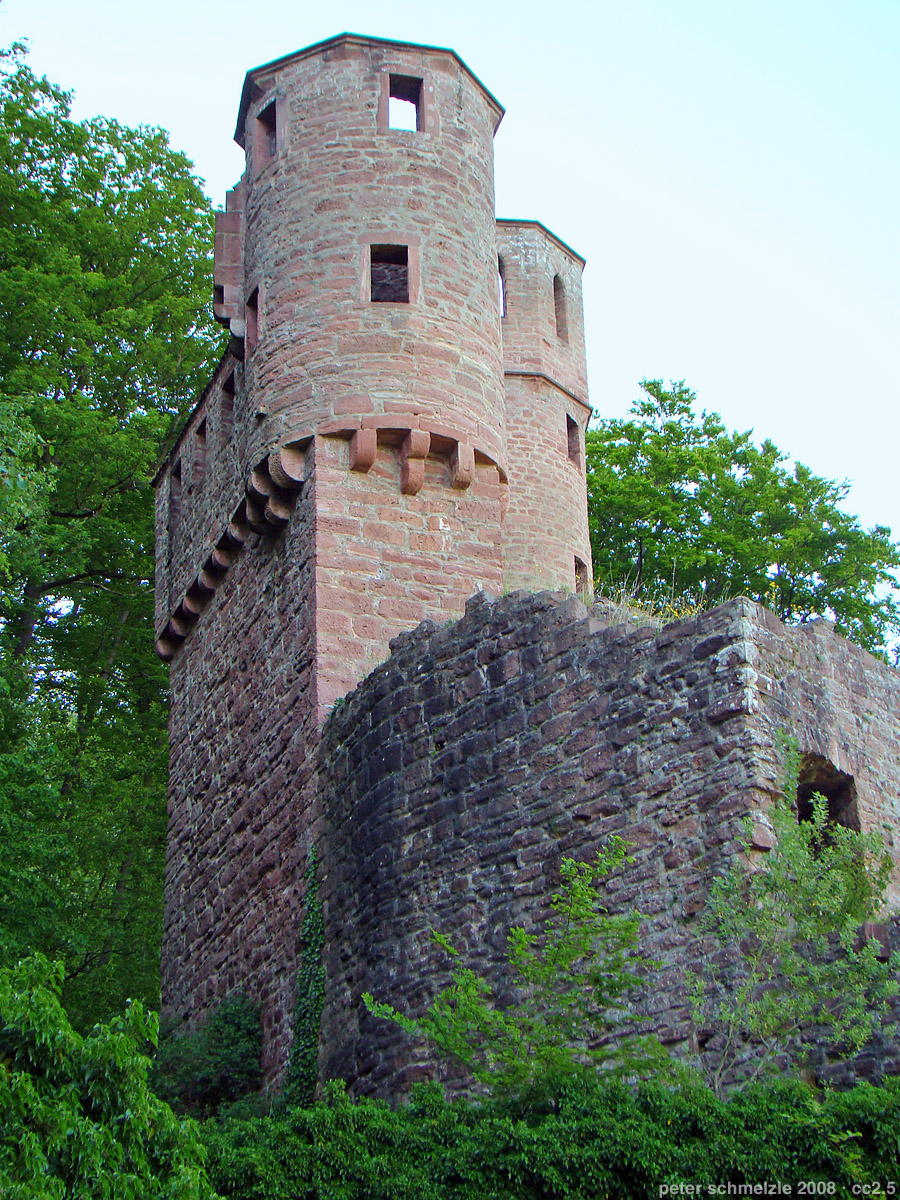
Schadeck (Schwalbennest) (Ruine; Nr. 4; baugeschichtlich am jüngsten)
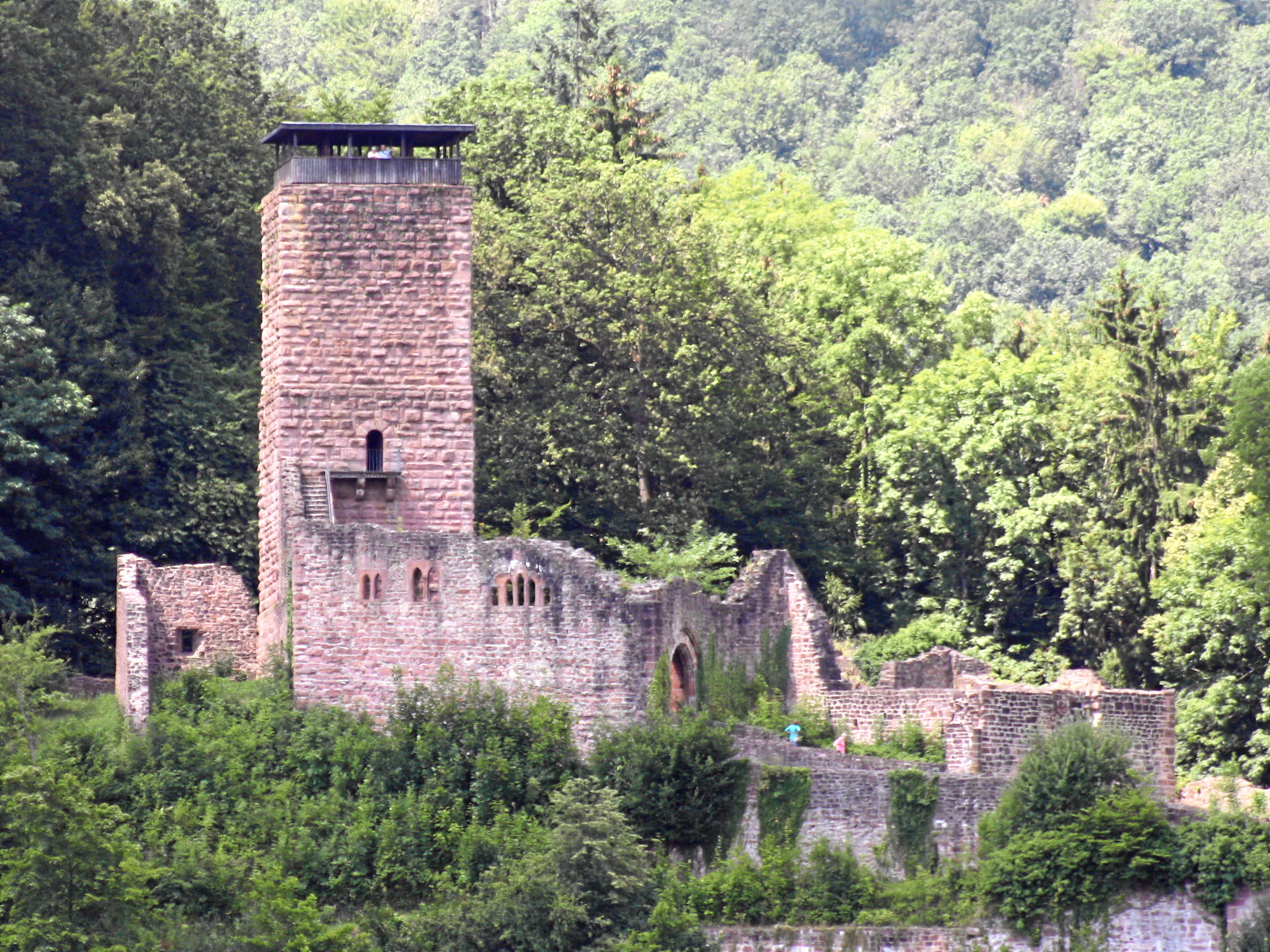
Hinterburg (Ruine; Nr. 1)
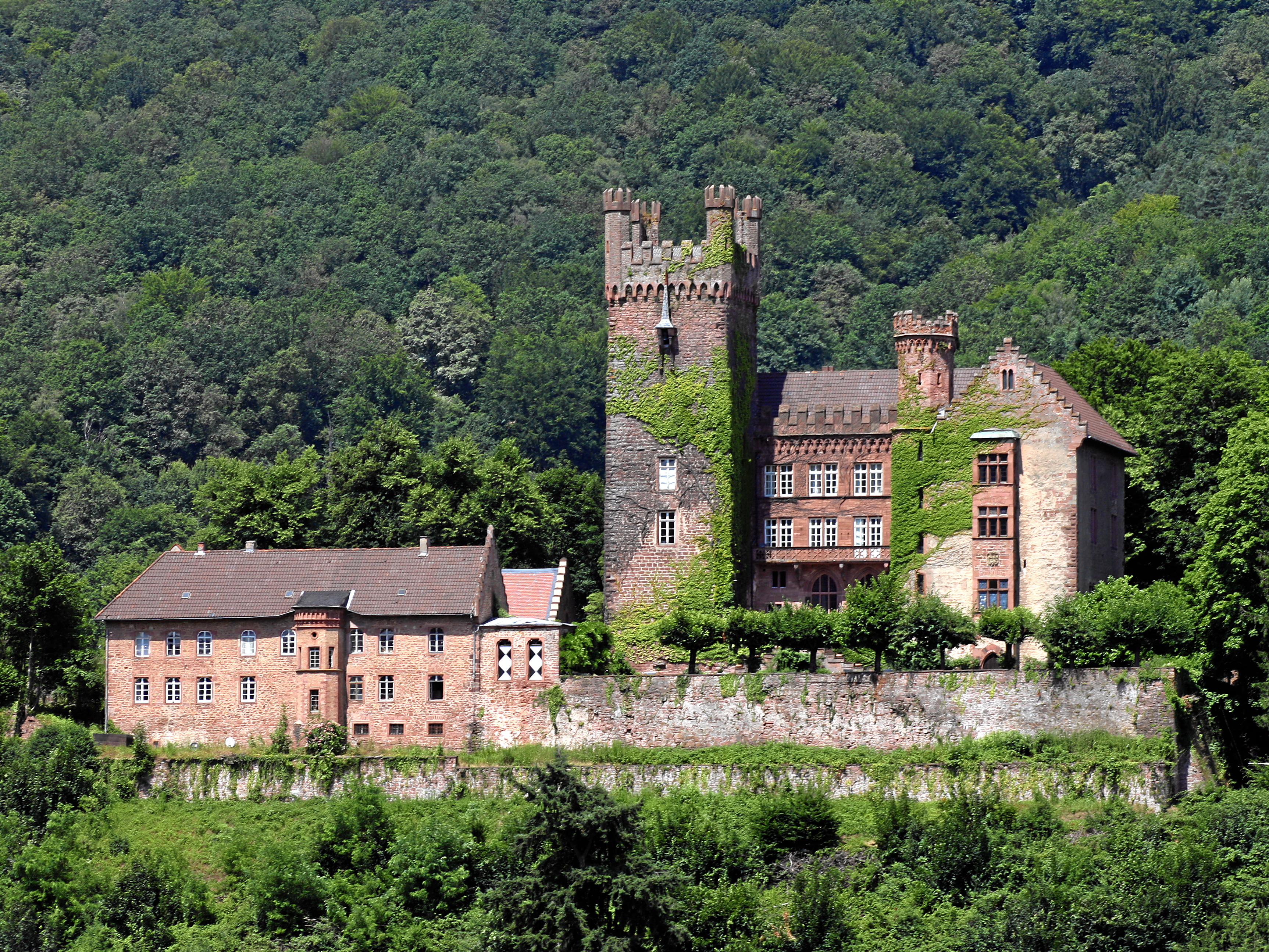
Mittelburg (bewohnt; Nr. 2)
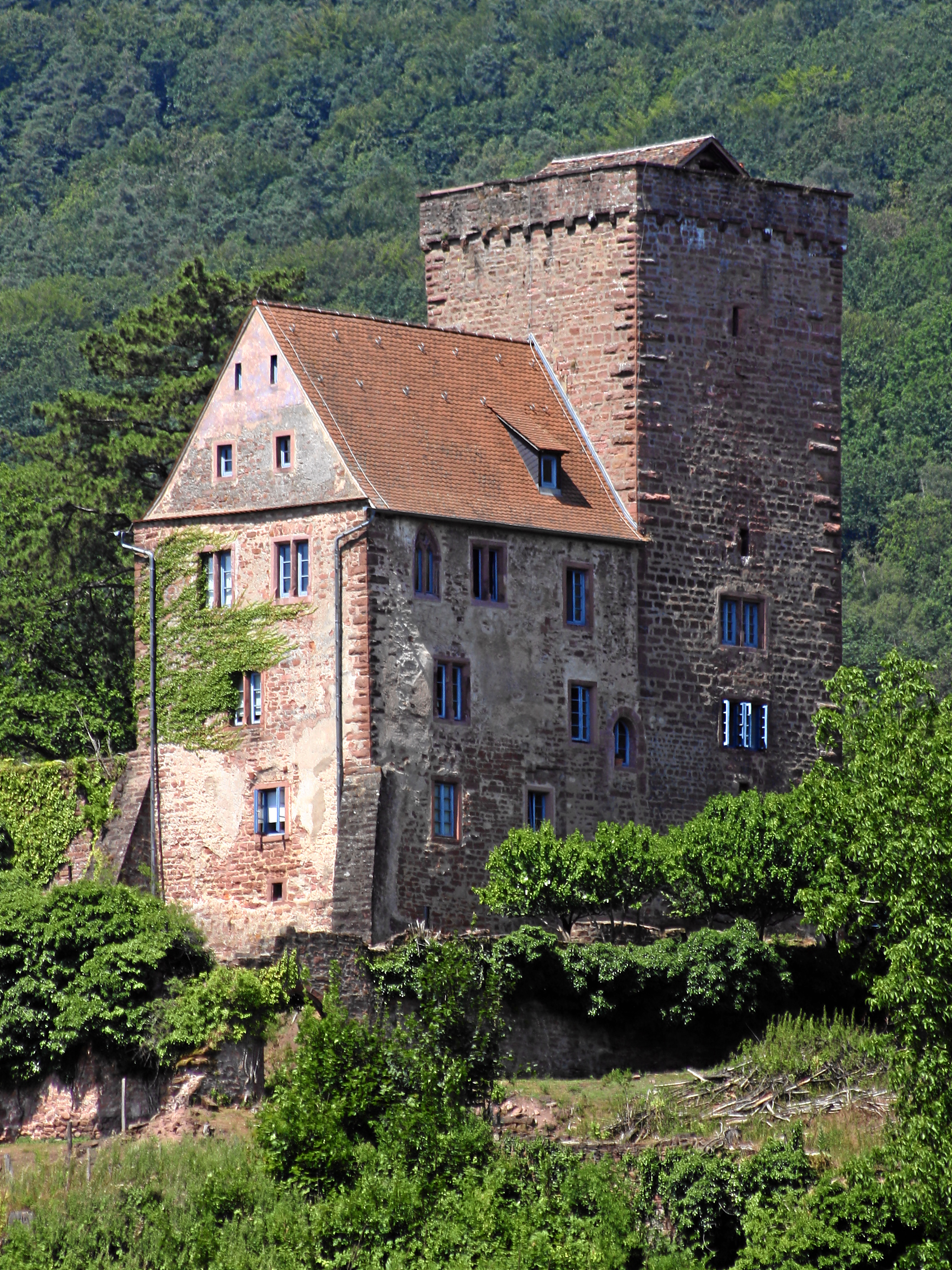
Vorderburg (genutzt; Nr. 3)

### Weitere Bauwerke

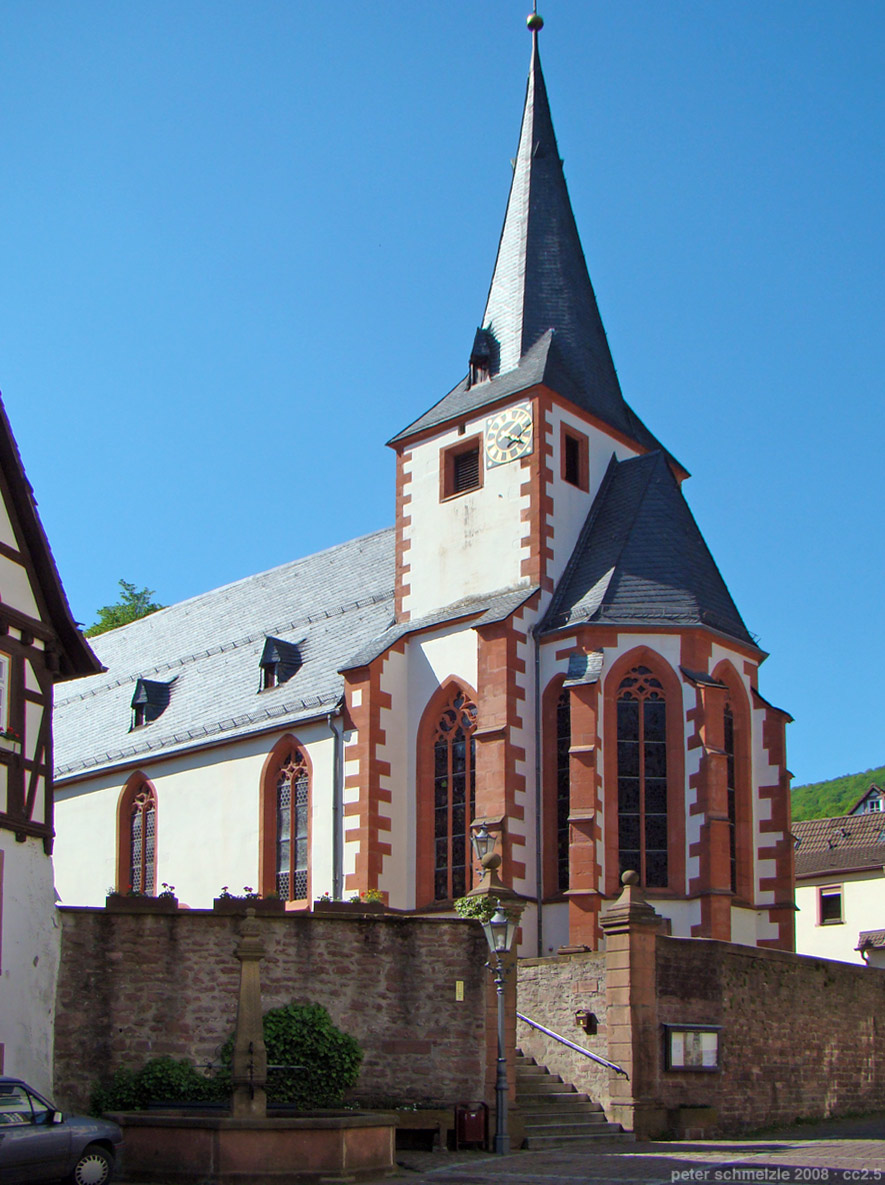
Evangelische Kirche

Die Evangelische Kirche Neckarsteinach geht auf die ursprüngliche Kirche des Ortes zurück und wurde 1483 im Stil der Spätgotik durch Blicker XIV. Landschad von Steinach neu erbaut. Die Kirche wurde zunächst im frühen 16. Jahrhundert reformiert, dann aber von 1662 bis 1908 als Simultankirche für bis zu drei Konfessionen genutzt. Zu den bedeutenden Kunstschätzen der Kirche zählen zahlreiche Epitaphe der Landschad von Steinach sowie Repliken der Glasfenster von 1483.

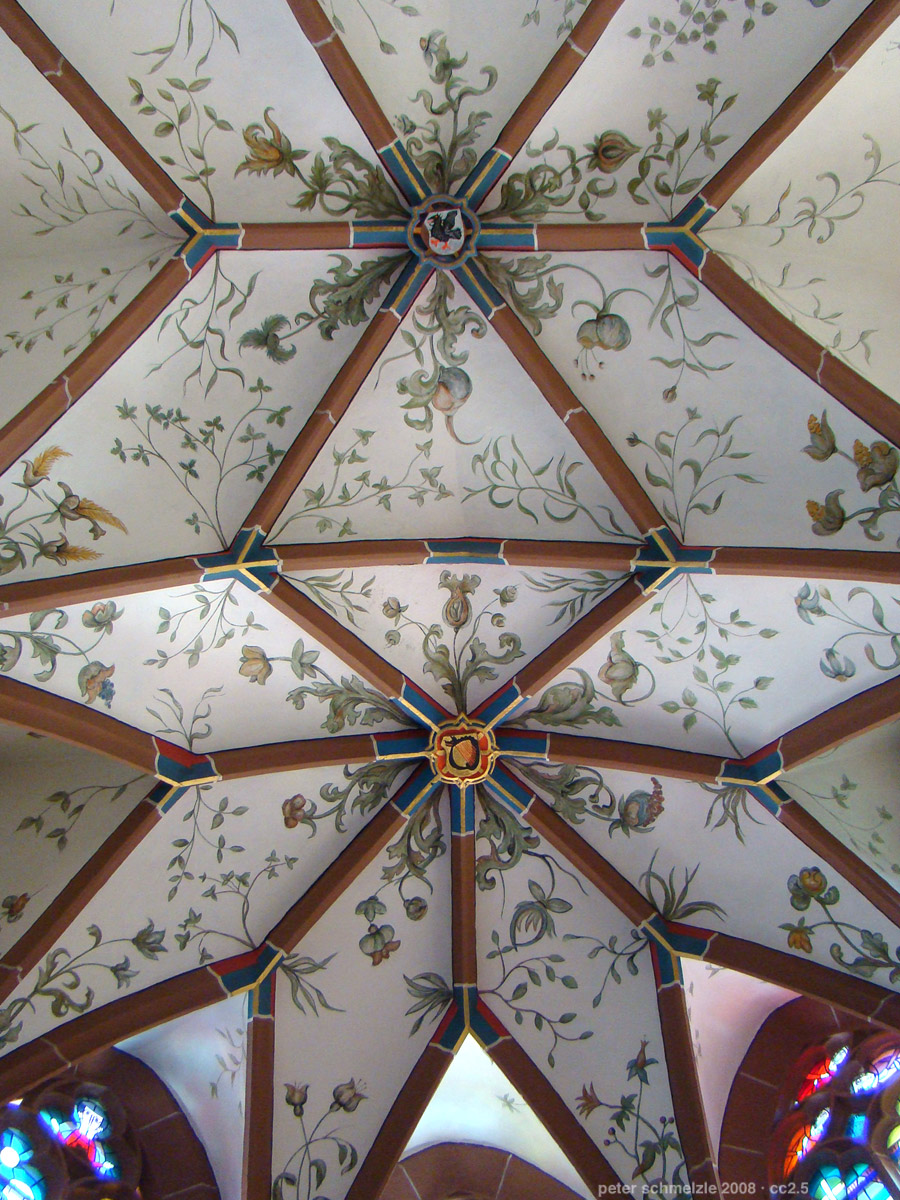
Chorgewölbe
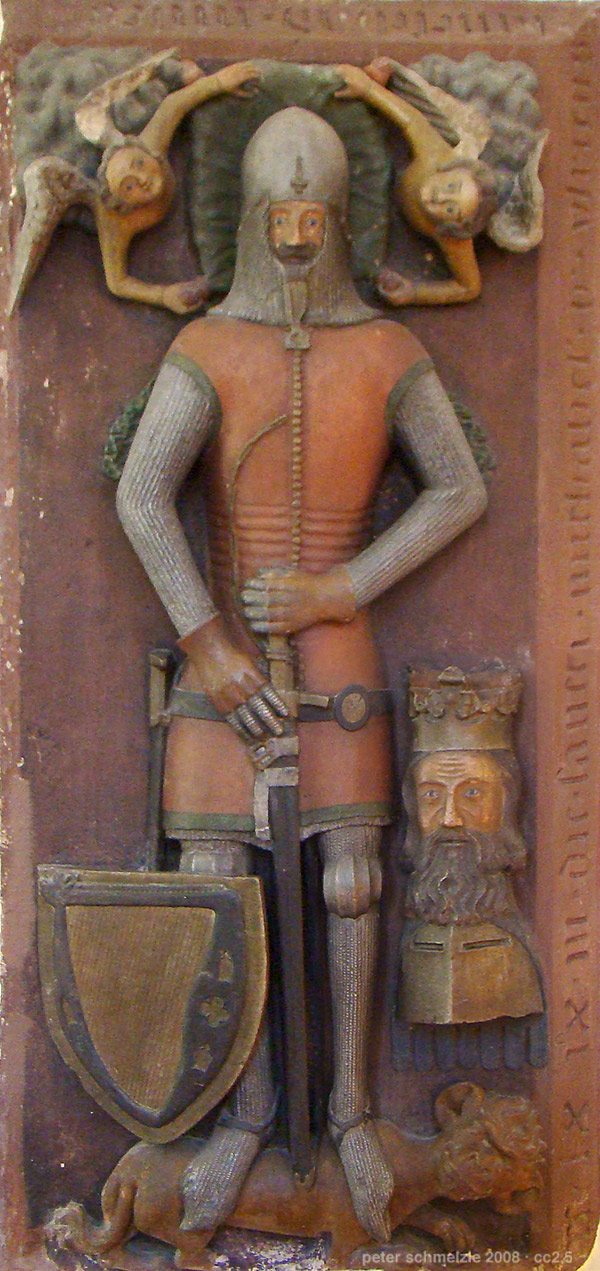
Landschad-Grabmal
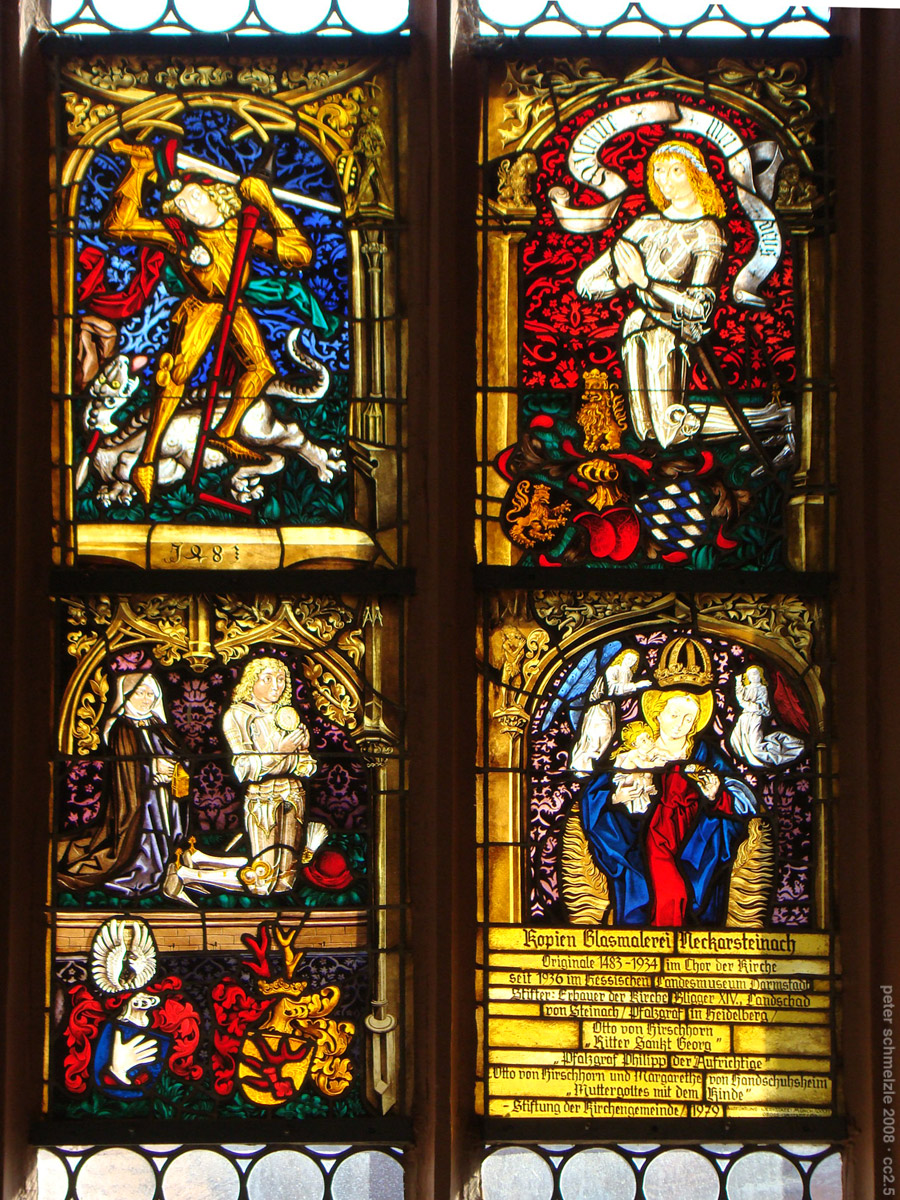
Fenster von 1483

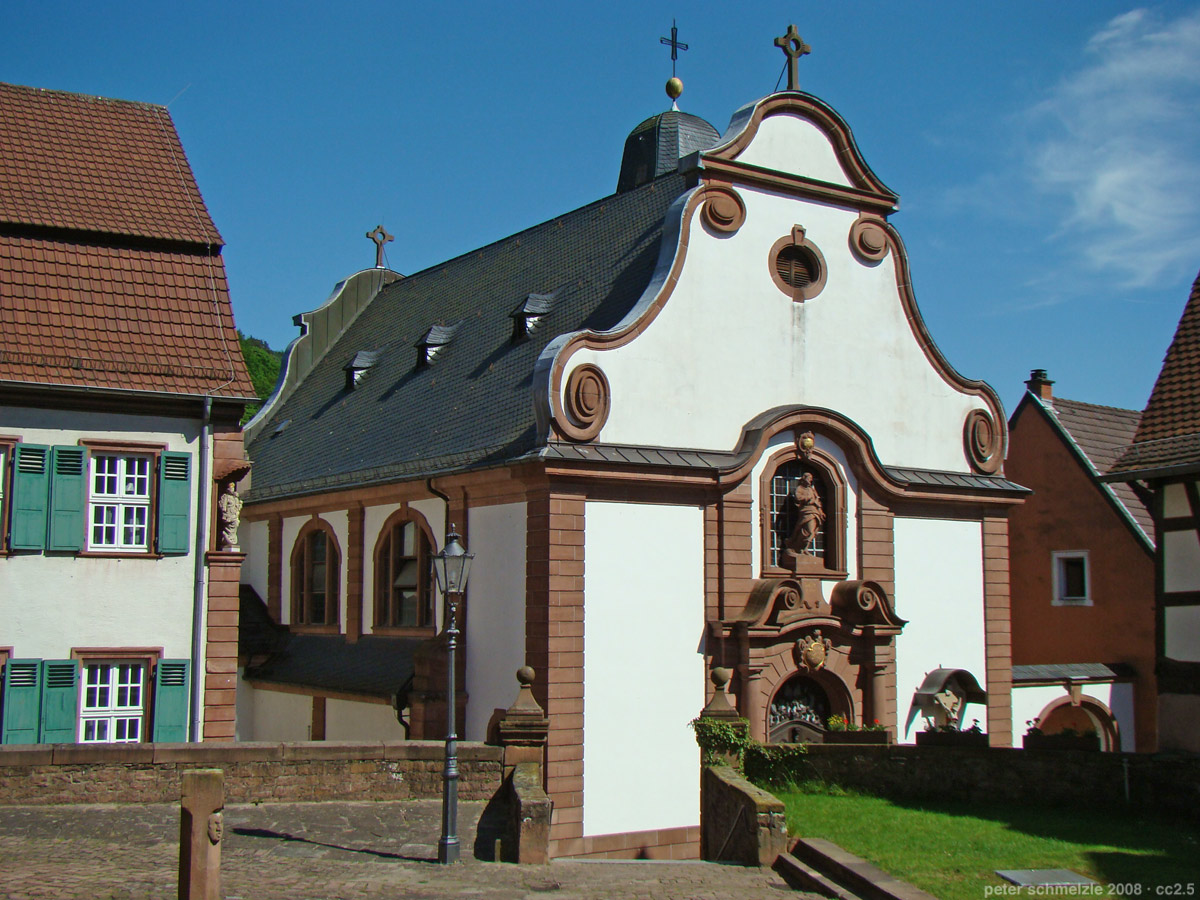
Katholische Herz-Jesu-Kirche

Die katholische Herz-Jesu-Kirche wurde in neobarockem Stil 1906–1908 durch Friedrich Pützer errichtet. Der Hauptaltar von 1750 zeigt in der Mitte den Hl. Stephan und stammt ursprünglich aus der kath. Kirche St. Stephan in Mainz-Gonsenheim. Die Seitenaltäre waren ursprünglich in der bis zum Bau der katholischen Kirche als Simultankirche genutzten heutigen evangelischen Kirche und stammen von 1711.

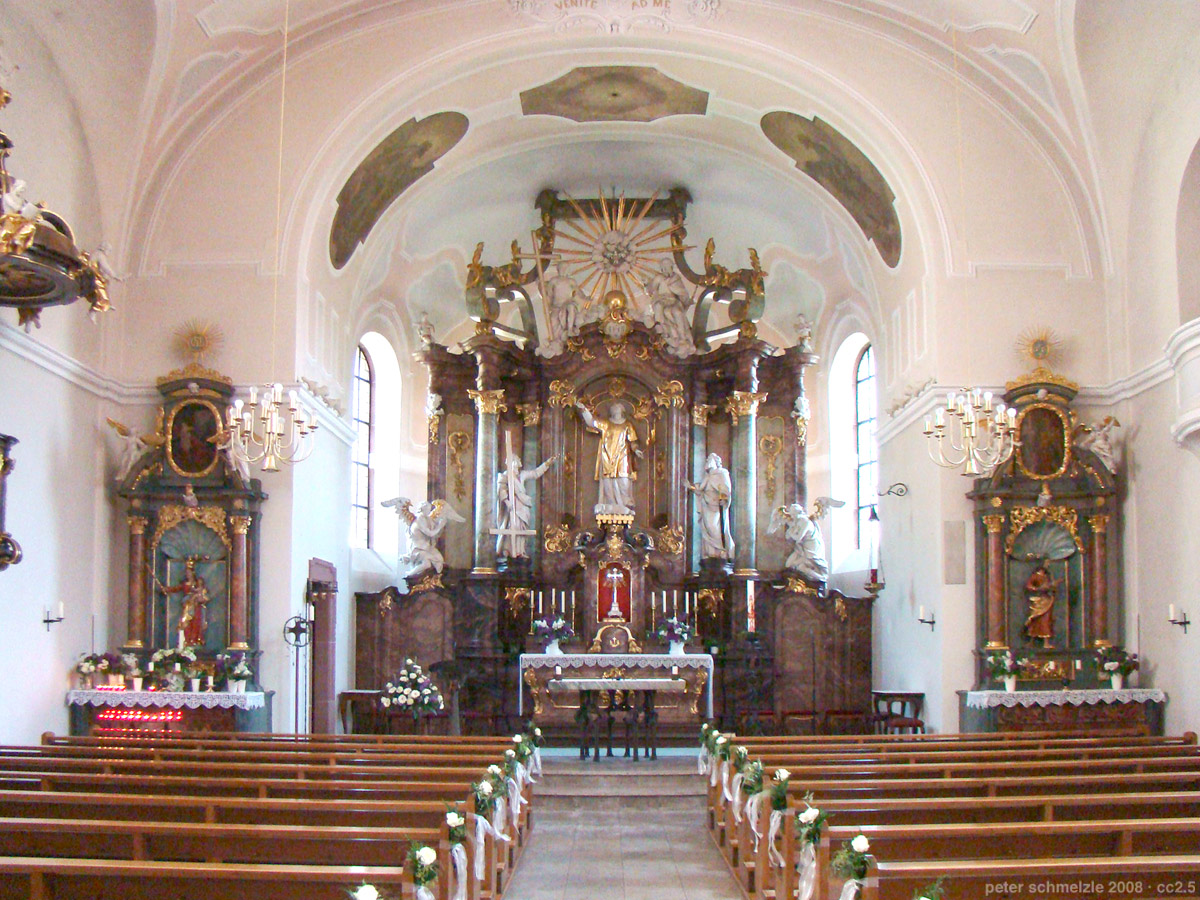
Innenansicht
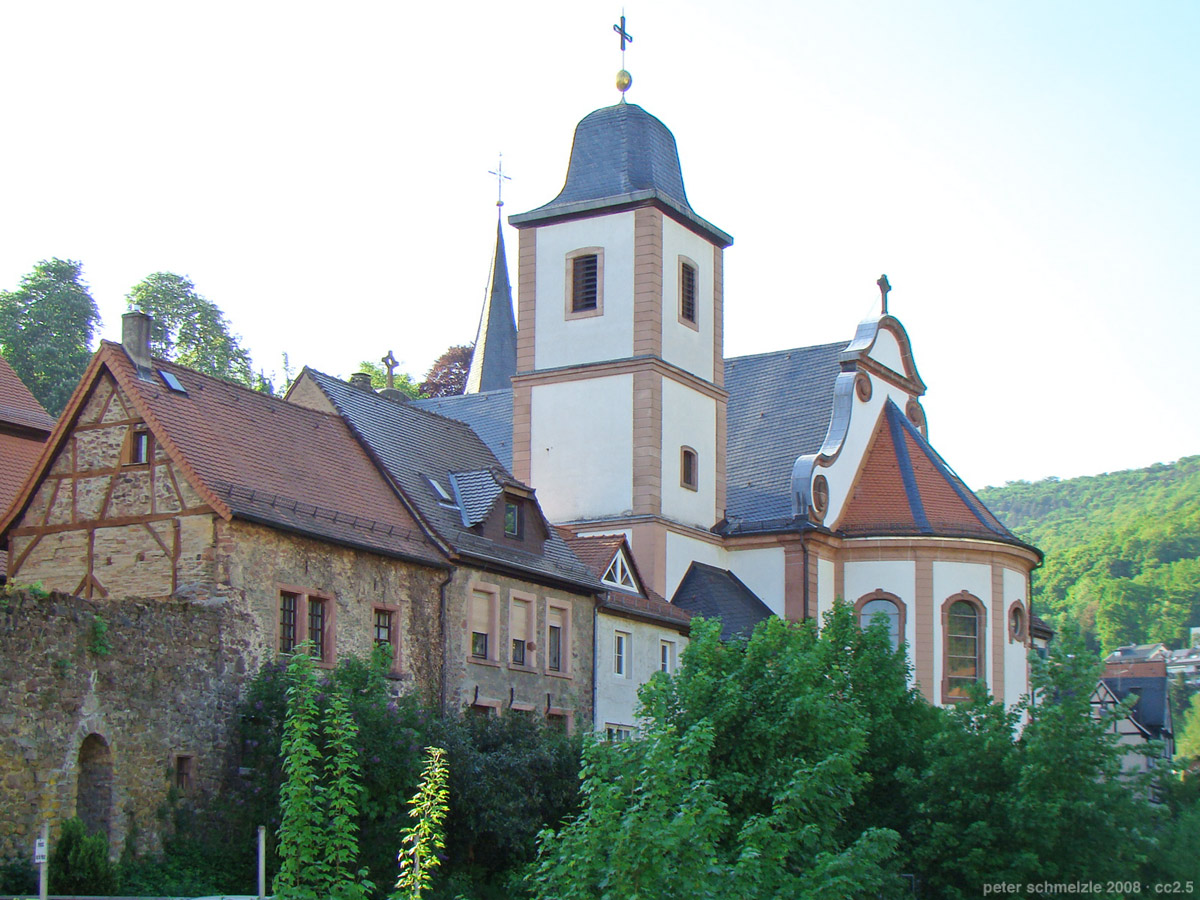
Herz-Jesu-Kirche von Südosten

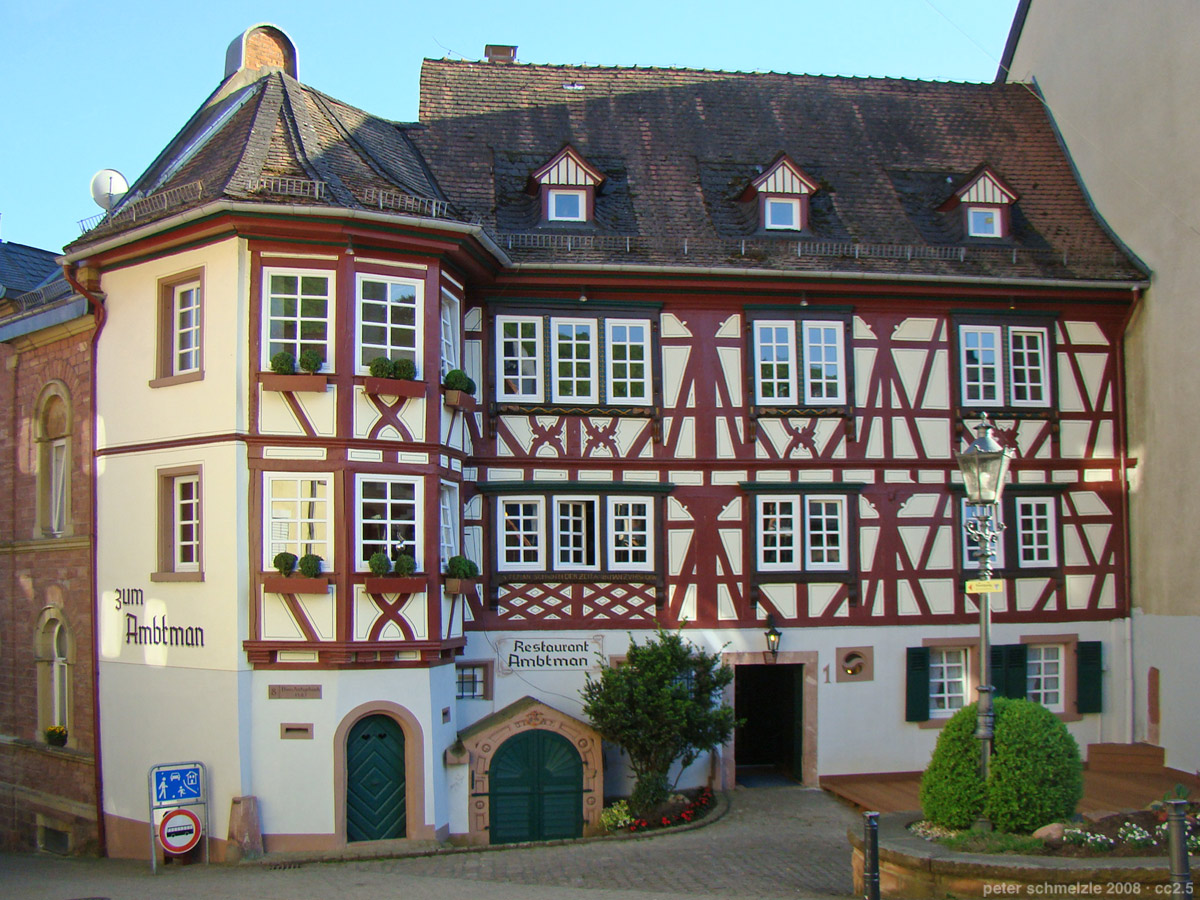
Altes Amtshaus

Das Rathaus wurde 1861/62 anstelle des abgebrannten älteren Rathauses aus dem 16. Jahrhundert errichtet. Das erste Rathaus aus dem 14. Jahrhundert hatte vermutlich an anderer Stelle gestanden.
Neckarsteinach ist reich an historischem Baubestand. Neben Resten der alten Stadtmauer aus dem 14. Jahrhundert sind die mittelalterliche Bliggergasse zu nennen, außerdem das Fachwerkhaus Ambtmann und die ehemalige Synagoge in der Hirschgasse sowie der Schönauer Hof, ein historisches Fachwerk-Ensemble in der Kirchenstraße. Von den zahlreichen Überflutungen der tieferliegenden Teile des Ortes zeugt ein historischer Hochwasserpegel in der Hirschgasse. Der höchste Wasserstand wurde 1824 erreicht, die jüngste hier verzeichnete Überflutung ereignete sich 1993.
Im Ortsteil Darsberg befindet sich die historische Sebastianskapelle

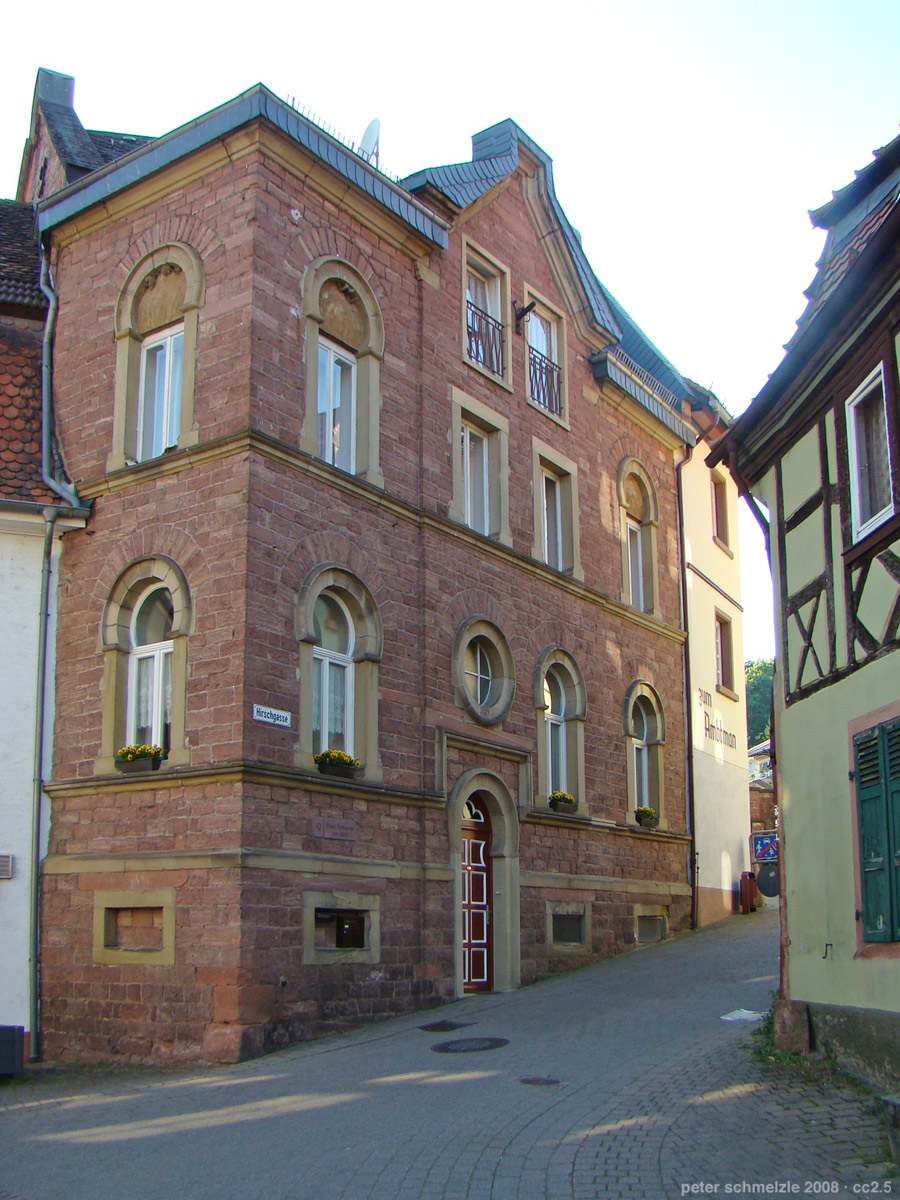
Ehemalige Synagoge
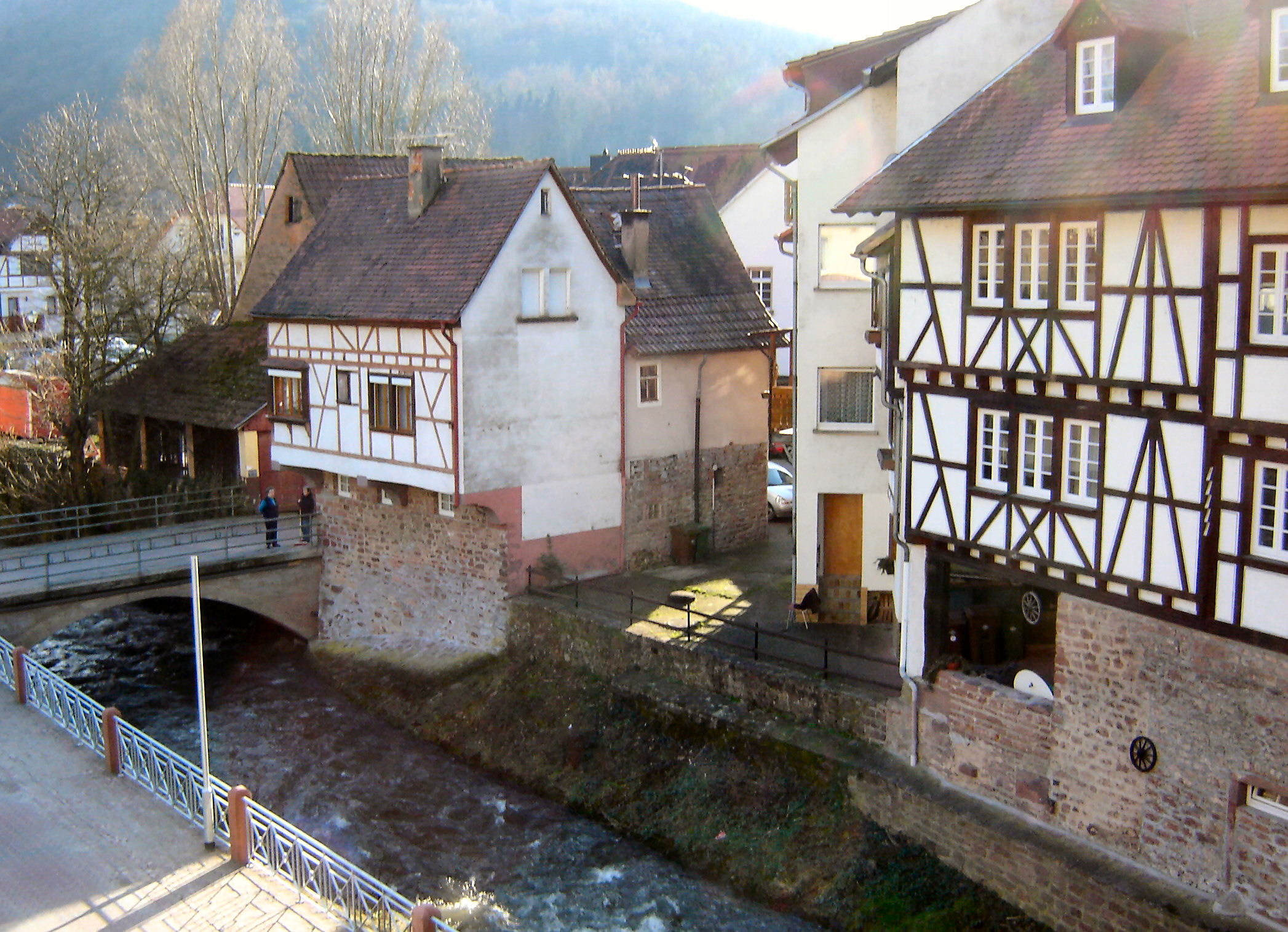
Partie an der Steinach
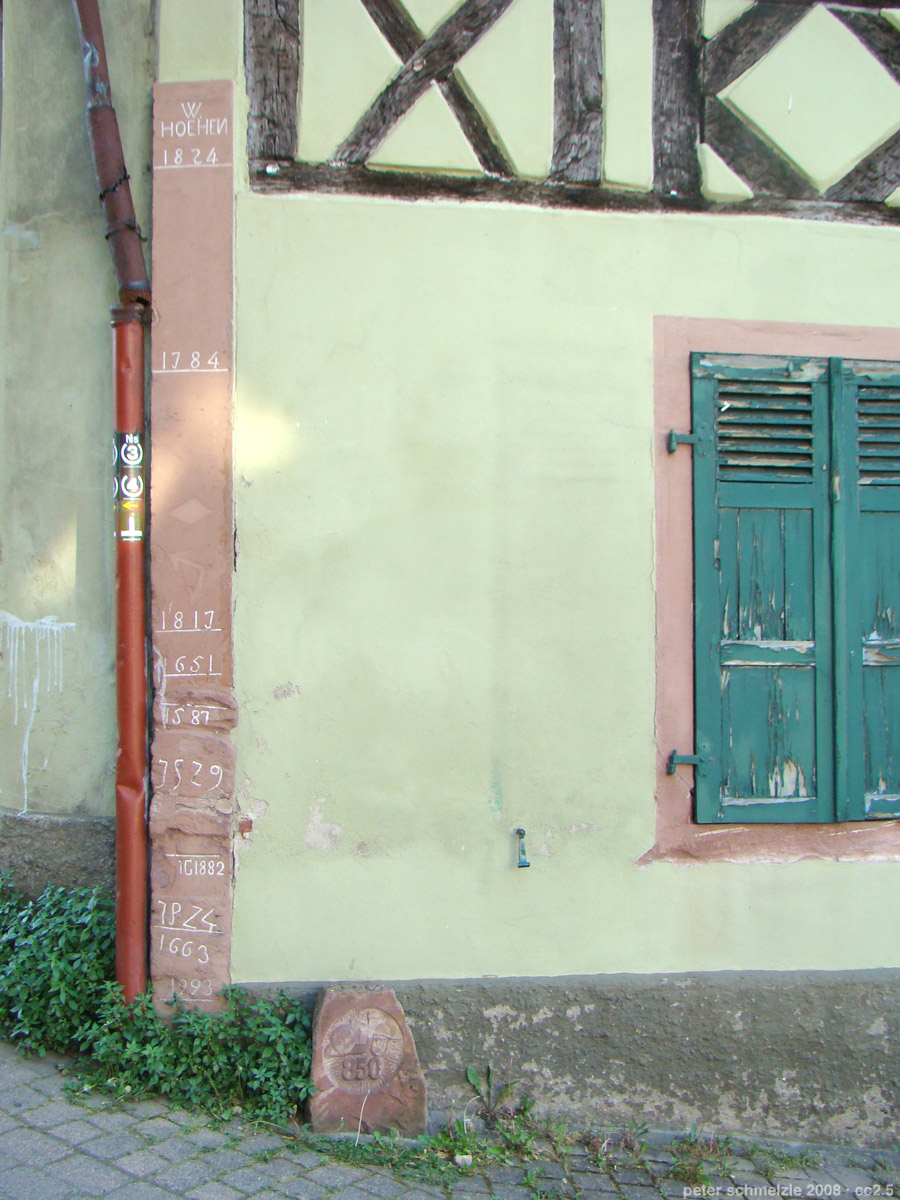
Hochwassermarken

Darüber hinaus befindet sich noch die im Neckar liegende Staustufe Neckarsteinach zum Großteil auf der Gemarkung der Stadt.

### Film und Fernsehen
Neckarsteinach war gelegentlich Kulisse für Film- und Fernsehproduktionen.

#### Spielfilme
- Ich war eine männliche Kriegsbraut (1950) mit Cary Grant
- Lage hoffnungslos – aber nicht ernst (1965) mit Alec Guinness und Robert Redford
- Der letzte Zivilist (1984) mit Max von Sydow
- Alt Heidelberg (1959) mit Gert Fröbe

#### Fernsehserien
- Der Mond scheint auch für Untermieter (1996)

#### Unterhaltungssendungen
- Zum blauen Bock (1976) mit Heinz Schenk. Gäste in der Sendung waren u. a. Costa Cordalis, Rex Gildo und die Klimbim-Familie

### Park

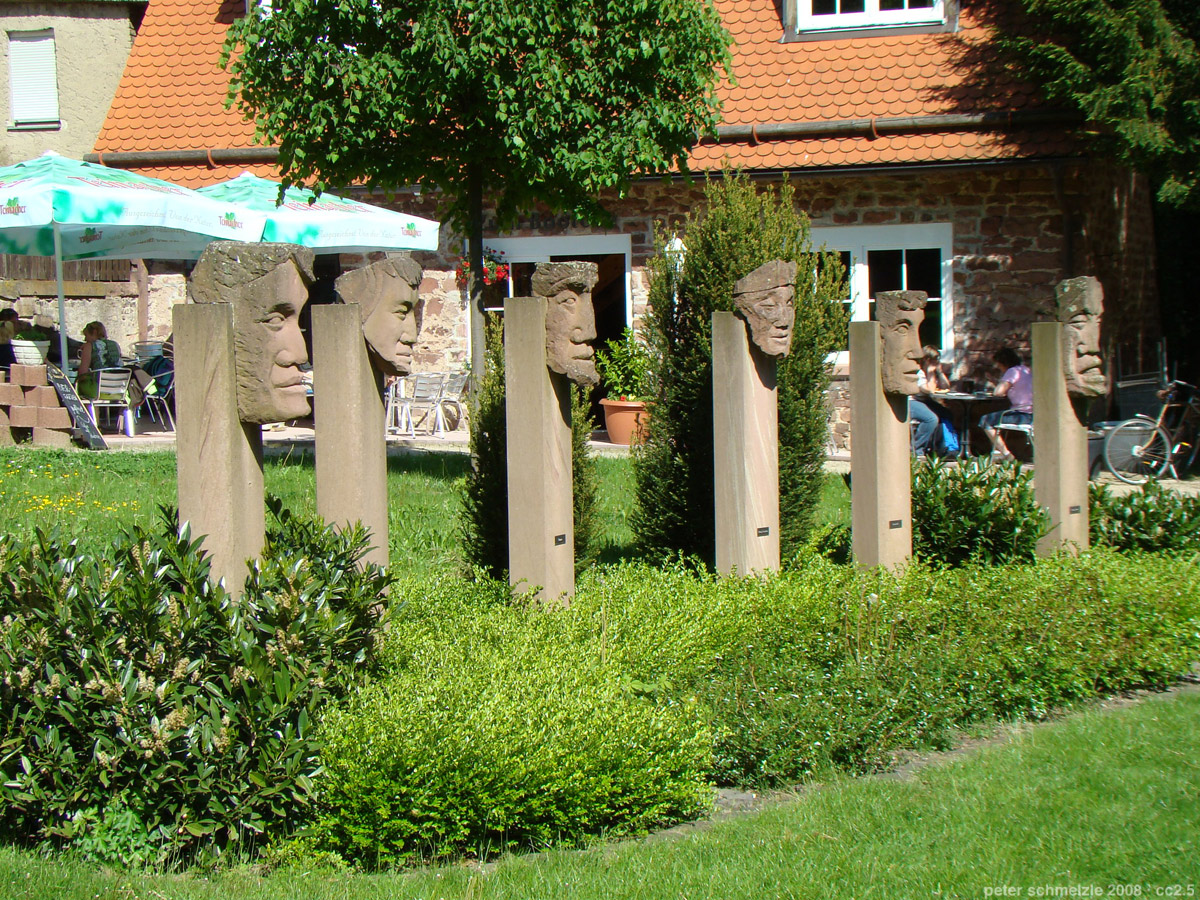
Skulpturen im Nibelungenpark

Der Nibelungen-Park wurde 1998 mit Sandstein-Skulpturen des Bildhauers Paul August Wagner vom Skulpturenpark Seckach neu gestaltet.

### Regelmäßige Veranstaltungen
- Am ersten Märzwochenende findet im „Bürgerhaus zum Schwanen“ die „Kleine Buchmesse im Neckartal“ statt.
- Im Ortsteil Darsberg wird am Fastnachtsdienstag ein Hexenumzug veranstaltet. Zu einem Hexentanz und Guggenmusik wird auf den Wiesen am Ortseingang ein Feuerrad abgerollt.
- Zwei Wochen vor Ostern findet der traditionelle Sommertagszug statt.
- Zwei Wochen nach Pfingsten (1. Sonntag nach Trinitatis) ist Kerwe (Kirchweih) mit Backfischfest
- Am letzten Samstag im Juli wird der „Tag des Gastes“ gefeiert, mit Vierburgenbeleuchtung
- Allerheiligenmarkt am 1. November. In den angrenzenden badischen Gemeinden ist an diesem Tag Feiertag, im hessischen Neckarsteinach haben alle Geschäfte geöffnet
- Am 1. Adventswochenende findet in der unteren Altstadt der Weihnachtsmarkt statt.

## Wirtschaft und Infrastruktur

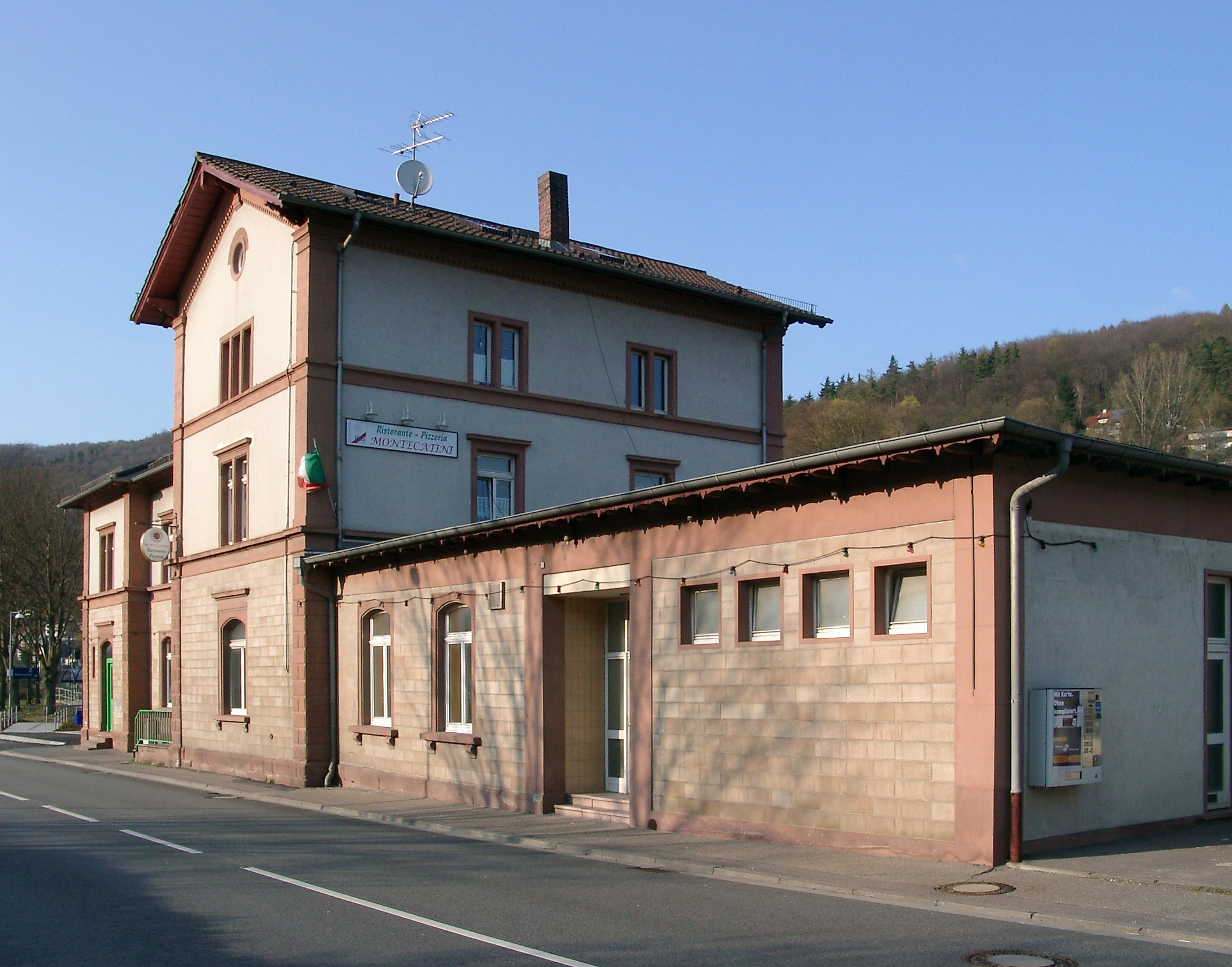
Der Bahnhof Neckarsteinach

### Bahn- und Straßenverkehr
Neckarsteinach und der Ortsteil Neckarhausen liegen an der 1879 eröffneten Neckartalbahn Heidelberg–Mosbach–Bad Friedrichshall, die seit 2003 mit den Linien 1 und 2 halbstündlich über den Bahnhof Neckarsteinach sowie den Haltepunkt Neckarhausen bei Neckarsteinach von der S-Bahn RheinNeckar bedient wird. Zwischen 1928 und 1981 gab es entlang der Steinach eine Nebenbahn nach Schönau, der Personenverkehr auf ihr wurde bereits 1969 eingestellt.
Die heute dominierende Verkehrsader ist die Bundesstraße 37.
Im Ortsteil Neckarhausen verbindet seit 1803 eine Gierseilfähre über den Neckar mit Neckarhäuserhof (zu Neckargemünd) am anderen, baden-württembergischen, Ufer.

### Rad- und Wanderwege
Neckarsteinach liegt an folgenden Radwanderwegen:
- Radweg der „Romantischen Vier“ (ca. 25 km), von Neckargemünd nach Eberbach
- Neckartal-Radweg (410 km), von Villingen-Schwenningen nach Mannheim
- Burgenstraßen-Radweg (ca. 1200 km), von Mannheim nach Prag
- Odenwald-Madonnen-Weg (165 km), von Tauberbischofsheim nach Speyer
- „3 Länder-Radweg“ (225 km), Rundweg mit Start und Ziel in Obernburg am Main

Zwei Hauptwanderwege des Odenwaldklubs führen durch Neckarsteinach:
- HW74 Neckarsteig (126,7 km), von Heidelberg nach Bad Wimpfen
- HW36 (71 km), von Heidelberg nach Oberschefflenz

Weitere Wanderwege sind der nach Heidelberg führende 22 km lange 4 Burgenweg und der Ochsenkopf-Weg, ein 7,1 km langer Rundwanderweg, der am Aussichtsturm auf dem 416 m hohen, „Ochsenkopf“ genannten Schadeck (Odenwald) vorbeiführt. Außerdem gibt es noch einige Nordic-Walking-Strecken.

### Bau von Windkraftanlagen
Im Oktober 2014 hat eine Betreibergemeinschaft den Windpark „Greiner Eck“ mit 5 Windkraftanlagen (Nennleistung je 3.000 kW) beantragt. Die Windrad-Standorte befinden sich zwischen Neckarsteinach und Hirschhorn im Geo-Naturpark Bergstraße-Odenwald sowie im FFH-Gebiet 6519-304 „Odenwald bei Hirschhorn“. Aus Kritik am Bau des Windparks bildete sich 2014 die Bürgerinitiative Greiner-Eck e. V. Trotz Protesten hat das Regierungspräsidium Darmstadt im Februar 2016 den Windpark genehmigt, im Sommer 2016 wurde mit dem Bau der Windkraftanlagen begonnen. Der Windpark ging 2017 ans Netz.

### Ansässige Unternehmen
Die Schifffahrt hat in Neckarsteinach eine über 800-jährige Tradition vorzuweisen. Eine feste Fischer- bzw. Schifferzunft ist schon um das Jahr 1150 nachgewiesen, dadurch blieb die Schifffahrt bis ins 19. Jahrhundert den Schiffergilden vorbehalten. Nach der gewerblichen Freiheit auf dem Rhein und seinen Nebenflüssen im 19. Jahrhundert bildete sich in Neckarsteinach ein Schifferverein mit über 30 Mitgliedern. Die bedeutendsten Schifffahrtsunternehmen des Ortes sind Reedereien Ludwig & Jakob Götz und Gebrüder Krieger KG.
Johann Friedrich II. Götz (1820–1892) war Gastwirt (Adlerwirt) Schiffermeister sowie mehrfacher Steinbruchbesitzer im Neckartal. Er betrieb schon vor 1879 Steinschifffahrt auf dem Neckar. Die Steine aus seinen Steinbrüchen wurden überdies bei der Tullaschen Rheinregulierung verwendet. Zudem setzte er sich für den Bau des Winterhafens in Neckarsteinach ein, der 1892 gebaut wurde. Sein Sohn Ludwig Friedrich (1865–1922) und seine Enkel Ludwig (1887–1955) und Jakob Götz (1890–1977) bauten das Geschäft weiter aus und waren Besitzer von sechs Steinbrüchen, deren Steine sie mit einer eigenen Schiffsflotte ihres 1920 gegründeten Unternehmens an Abnehmer im weiteren Umkreis auslieferten. Ferner wurden Kies und Sand verschifft. Das Unternehmen war an der Baustofflogistik bei der Neckarkanalisierung und bei Uferbefestigungsarbeiten längs des Rheins beteiligt, später engagierte sich Götz in der Kiesförderung, heute ist man vor allem im Bereich der Containerlogistik tätig. Eine ähnliche Entwicklung nahm die Firmengruppe Krieger, deren Geschäftsfelder seit dem 19. Jahrhundert ebenfalls die Gewinnung von Sand und Kies und der Transport dieser Güter mit Frachtschiffen sind.
Einige Schiffe der Neckarsteinacher Schiffer sowie Reedereien wurden vor Ort bei der einzigen hessischen Schiffswerft Philipp Ebert und Söhne gebaut.
Zu den weiteren bedeutenden Unternehmen des Ortes zählt ein Werk der Odenwald-Chemie GmbH. Außerdem erfolgte im Jahr 1946 die Gründung des Reeder- und Baustoffunternehmens Waibel KG in Neckarsteinach, das seinen Hauptsitz bis 1957 in der Vierburgenstadt hatte.
Neckarsteinach ist obendrein seit 1822 der Stammort Schifffahrtsunternehmerfamilie Boßler. Mit der Unternehmung Bossler Transport GmbH ist ein Haus der älteren Familienlinie noch heute unternehmerisch vor Ort vertreten. Durch die 1926 gegründete Fahrgastreederei Personenschiffahrt Gebr. Bossler, war die jüngere Linie der Familie maßgeblich am Touristenfluss der Vierburgenstadt beteiligt. Die jüngere Linie wird außerdem den Pionieren der Neckarschifffahrt zugerechnet.
Der Tourismus wird gleichfalls heute noch durch Kurs- und Ausflugsfahrten auf dem Neckar zwischen Heidelberg und Eberbach (z. T. bis Heilbronn) gefördert. Viele Gaststätten und Übernachtungsbetriebe leben davon.
Für Freunde des alten Handwerks Drechseln bietet die Drechselstube Neckarsteinach, eine kleine privat geführte Drechselschule regelmäßig Grundkurse und weiterführende Kurse rund um das Drechseln an.

### Bildungseinrichtungen
- Freiherr-vom-Stein-Schule, mit Grund-, Haupt- und Realschule.

## Persönlichkeiten
nach Geburtsjahr geordnet.

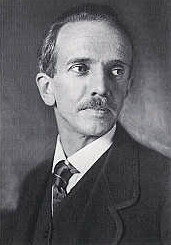
Otto Bartning (1920)

- Bligger II. von Steinach († nach 1209), ein mittelalterlicher Minnesänger
- Jakob Otter (1485–1547), reformatorischer Theologe, erster lutherischer Pfarrer von Neckarsteinach
- Johann Friedrich II. Götz (1820–1892), Gastwirt, mehrfacher Steinbruchbesitzer und Industrieller
- Karl Friedrich Wimmenauer (1844–1923), Forstwissenschaftler
- August Groh (1871–1944), Kunstmaler und Grafiker, Professor an der Karlsruher Kunstgewerbeschule und der Badischen Landeskunstschule
- Georg Boßler (1881–1946), Schiffseigner und Mitgründer der Fahrgastreederei Personenschiffahrt Gebr. Bossler in Neckarsteinach und Heidelberg, Pionier der Passagierschifffahrt auf dem Neckar
- Otto Bartning (1883–1959), Architekt und Kirchenbaumeister lebte sieben Jahre in Neckarsteinach und plante die obere Siedlung für die Heimatvertriebenen. Von hier aus leitete er nach dem Zweiten Weltkrieg den Bau von Notkirchen in ganz Deutschland
- Andreas Boßler (1884–1961), Schiffseigner und Mitgründer der Fahrgastreederei Personenschiffahrt Gebr. Bossler in Neckarsteinach und Heidelberg, Pionier der Passagierschifffahrt auf dem Neckar
- Ludwig Götz (1887–1955), Unternehmensgründer, Steinbruchbesitzer und Schiffseigner, Pionier der Motorschifffahrt auf dem Neckar
- Jakob Götz (1890–1977), Unternehmensgründer, Steinbruchbesitzer und Schiffseigner, von 1928 bis 1945 Vorsitzender des traditionsreichen Schiffervereins e. V. Neckarsteinach[55] und Pionier der Motorschifffahrt auf dem Neckar
- Valentin Peter Feuerstein (1917–1999), Kunstmaler und Glasmaler aus Neckarsteinach
- Reinhard Waibel (1920–2003), Schiffseigner und Gründer der Waibel KG, gründete seine Reederei 1946 in Neckarsteinach[51]
- Werner Ludwig Boßler (1931–2018), Unternehmer in der Güterschifffahrt und Funktionär in Schifffahrtsverbänden auf nationaler sowie europäischer Ebene, von 1976 bis 1985 Vorsitzender des Schiffervereins e. V. Neckarsteinach[55]
- Frank Weber (* 1967), Moderator (VOX) und Tierschützer, wuchs in Neckarsteinach auf
- Kai Herdling (* 1984), Fußballspieler (TSG 1899 Hoffenheim, SV Waldhof Mannheim), wuchs in Darsberg auf